# Mănăstirea Hurezi
Mănăstirea Hurezi sau Mănăstirea Horezu, cea    mai de seamă ctitorie a domnului martir Constantin Brâncoveanu (1688-1714), sinteză a artei românești din acel timp, a fost construită între anii 1690 și 1693, biserica mare a așezământului fiind târnosită la 8 septembrie 1693.
Este declarată monument istoric și are cod LMI VL-II-a-A-09894.

## Istoric

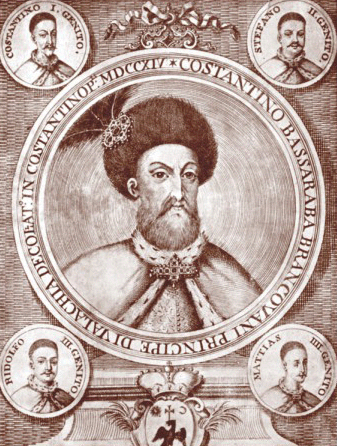
Constantin Brâncoveanu, ctitorul lăcașului. Portret de Alessandro dalla Via

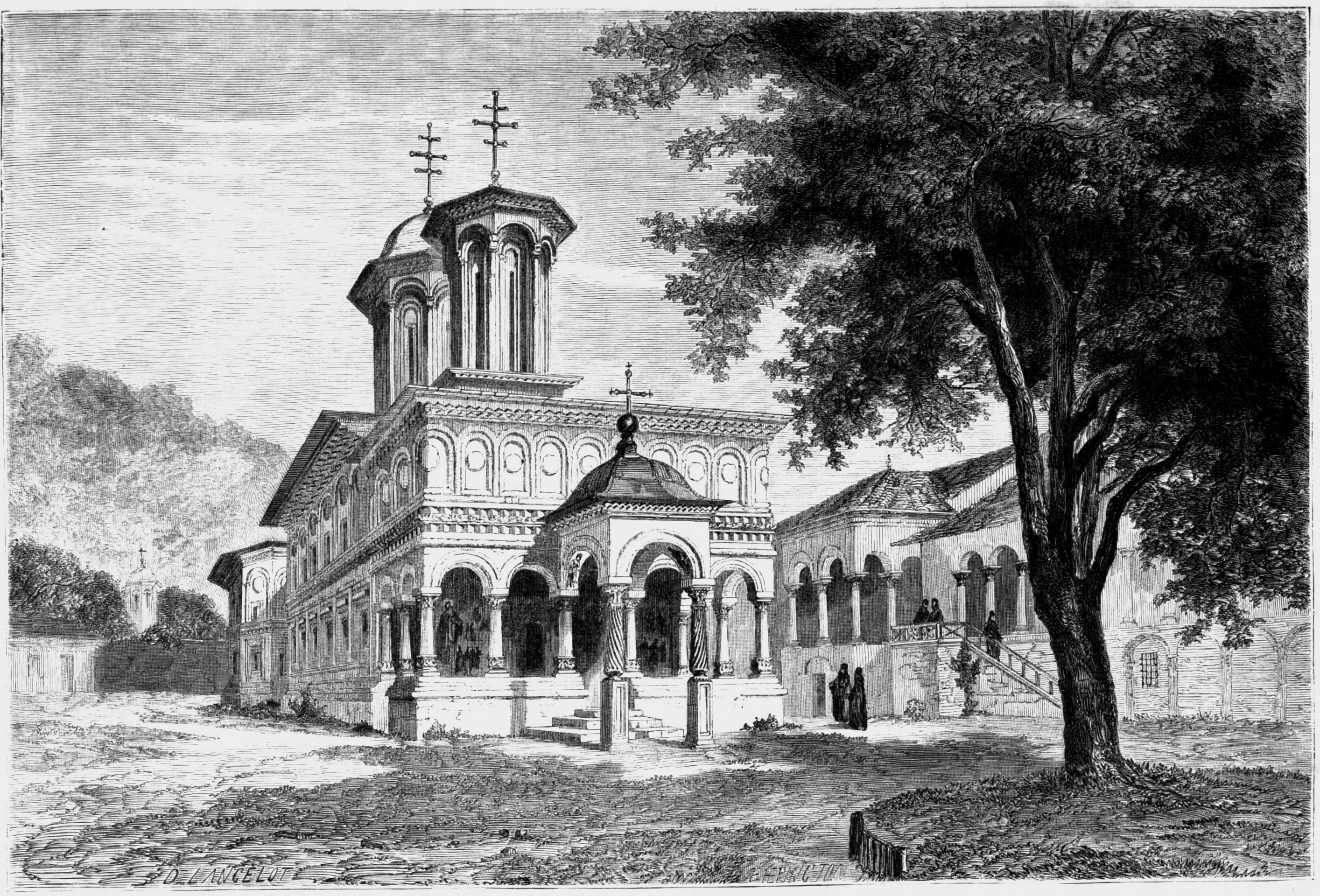
Biserica mănăstirii Horezu în 1860, desen de Dieudonné Lancelot

Însemnările marelui domnitor, aflate în biblioteca mănăstirii, arată că „într-al doilea an al domniei noastre pus-am temelie și am început a zidi mănăstire“.
Interesul domnului Constantin Brâncoveanu pentru ridicarea acestui sfânt lăcaș este documentat și în crezul său, așa cum apare el pe pisania care se află deasupra ușii de intrare în biserica mare a mănăstirii: „Nu voi intra în sălașul case mele, nu voi sui pe așternutul patului de odihnă, nu voi da somn ochilor mei și pleoapelor mele dormitoare și repaus tâmplelor mele, până nu voi afla loc Domnului și sălaș Dumnezeului lui Iocob“.
Lucrările de construcție și decorare ale ansamblului au fost date spre supraveghere lui Pârvu Cantacuzino, vărul primar al domnitorului. După moartea acestuia în anul 1691, este numit ispravnic Cernica Știrbei, fost mare armaș.
Definitivarea lucrărilor a avut loc în toamna anului 1697, dar biserica mare fusese terminată deja în 1693. Bolțile bisericii fuseseră finisate în iunie 1692, dată după care au fost inițiate lucrările de pictură murală. Iată ce nota în însemnările sale marele domn: ...septembrie 6, miercuri, am sosit la Hurezi și mănăstirea am târnosit la septembrie 8 vineri....
Mănăstirea, cel mai mare ansamblu monastic din România, este construită pe valea râului Romanii de Jos, în satul care la acea vreme se numea Hurezi (actual  Romanii de Jos), nume care ulterior a fost luat de târgul de peste deal, actualul oraș Horezu, într-un colț pitoresc sub munții Căpățânii, unde singurătatea și liniștea este tulburată doar de strigătul huhurezilor, pasărea care a dat și denumirea locului. La data întemeierii exista în vecinătatea Hurezilor un schit, al cărui ctitor rămâne necunoscut. Satul se afla în domeniul Brâncovenilor încă înainte de urcarea pe tron a întemeitorului mănăstirii actuale.
Meșterii care creează această capodoperă, impulsionați de spiritul ctitorului Constantin Brâncoveanu, sunt Istrate lemnarul, Vucașin Caragea pietrarul și Manea vătaful zidarilor. Cei care au executat pictura, terminată la 30 septembrie 1694, au fost Constantin Ioan, Andrei, Stan, Neagoe și Ichim. Ei imortalizează în pronaosul bisericii mari chipurile celor două familii, familia Brâncoveanu și familia Cantacuzino.
Lăcașul este o remarcabilă realizare a artei brâncovenești, care se distinge prin originalitate, măiestria liniilor și culorilor.
Iată ce spunea despre execuția măiastră a pridvorului sfântului lăcaș marele istoric al neamului, Nicolae Iorga: „Frumos pridvor pe stâlpi lucrați cu o mare bogăție de podoabe... cu un rând de stâlpi tot așa meșteșugiți sculptați... flori de piatră în jurul ușii celei mari și a tuturor ferestrelor“. În lucrarea sa „Bizanț după Bizanț“, Iorga caracteriza mănăstirea cu formele ei renascentiste drept „...continuatoare a civilizației romane, ai cărei moștenitori în Europa de Răsărit sunt românii“ .
La 25 aprilie 1695 ilustrul ctitor al lăcașului înzestrează mănăstirea, așa cum  reiese dintr-un hrisov, cu o serie de moșii din Vâlcea, Dolj, Mehedinți și Ilfov.

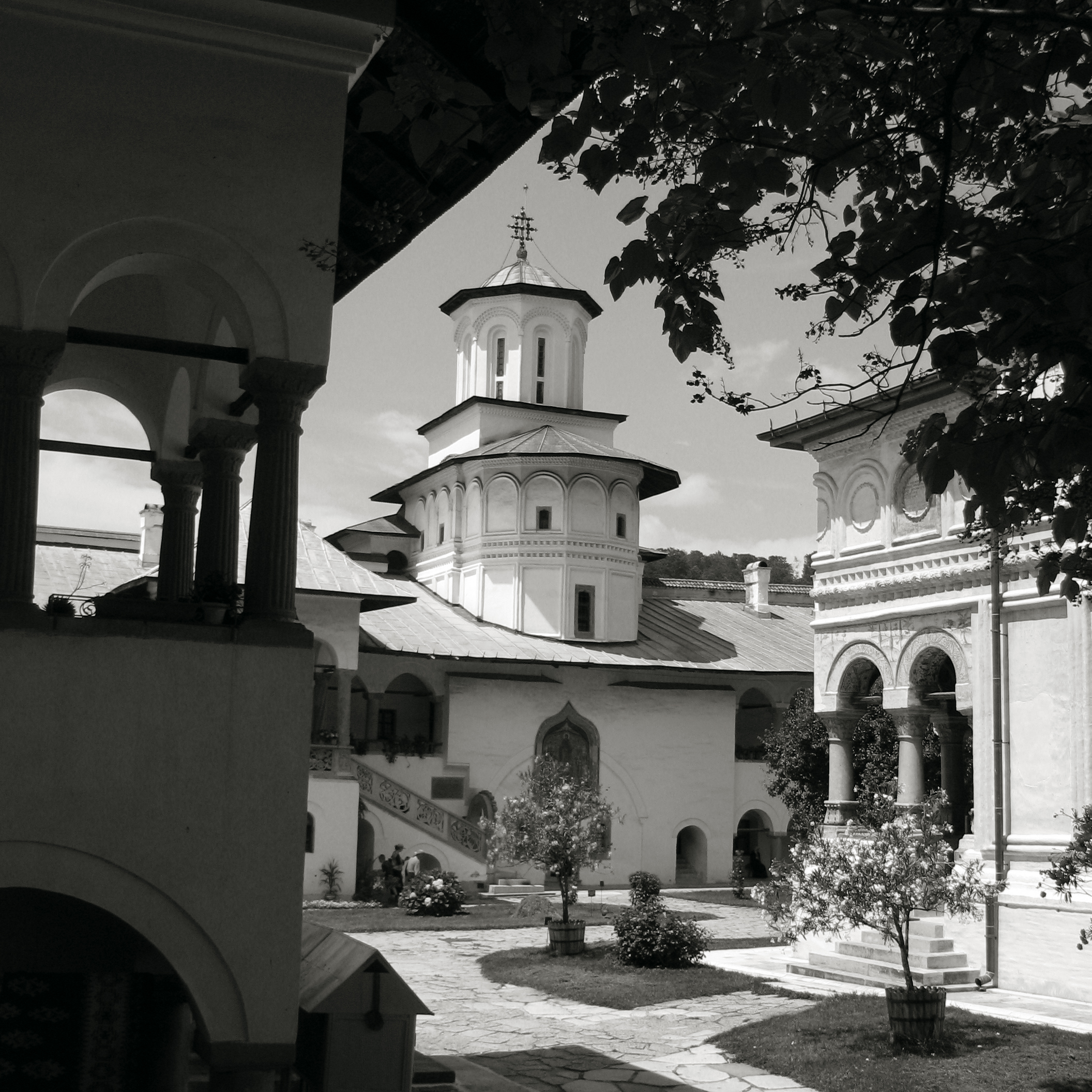
Mânăstirea Hurezi (43)

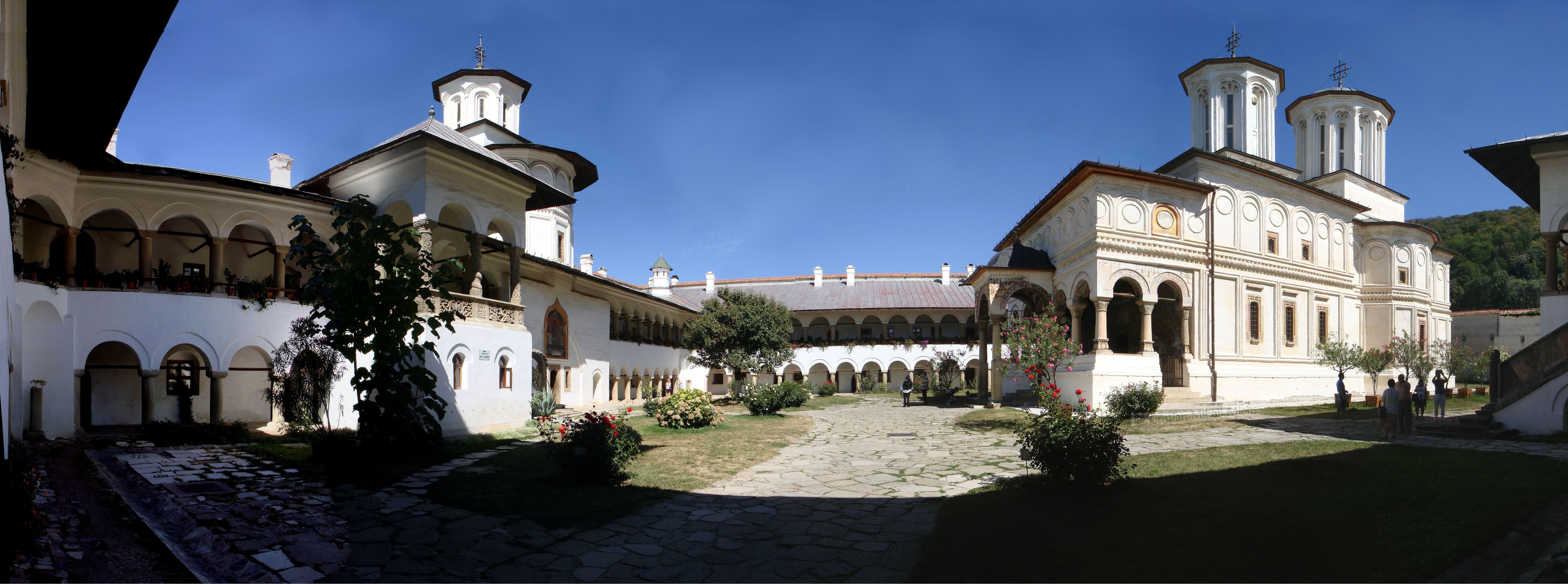
Mânăstirea Hurezi - panoramă)

## Ansamblul monastic
Întreg ansamblul se remarcă prin conceptul unitar. El este structurat pe axa principală est-vest, pe care sunt aliniate gradat patru lăcașe de cult, construite în etape diferite și de ctitori diferiți.
Ansamblul monastic se compune din:
- Biserica propriu-zisă a mănăstirii, ctitorită de marele domnitor și cărturar Constantin Brâncoveanu, aflată în centrul incintei cu hramul Sfinții Împărați Constantin și mama sa Elena.
- Biserica bolniței, ctitorită de doamna Maria, soția domnitorului, la 1696.
- Schitul „Sfinților Apostoli“, ctitorit de starețul mănăstirii Ioan Arhimandritul la 1698.
- Schitul Sfântului Ștefan, numit astfel după numele fiului cel mare al domnitorului, ctitorit de acesta la 1703.

Incinta principală, pe plan dreptunghiular, este flancată la nord de corpul etajat al chiliilor, cu fațada structurată în mod armonios de anfilada de arcade. La sud se află reședința domnească, încununată de turnul clopotniță și având o impunătoare sală de sfat. Pe latura de vest se află sala trapezei și, deasupra acesteia, paraclisul.

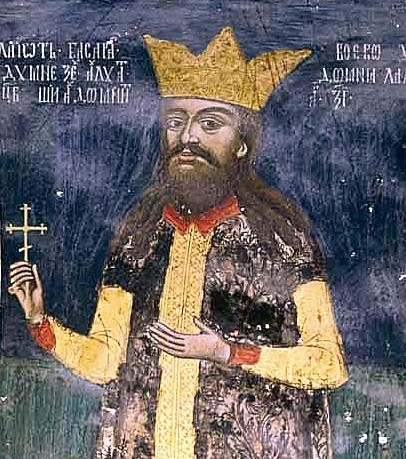
Portretul lui Basarab al III-lea cel Bătrân din pronaosul bisericii

Mănăstirea Horezu a fost inclusă pe lista patrimoniului cultural mondial UNESCO.

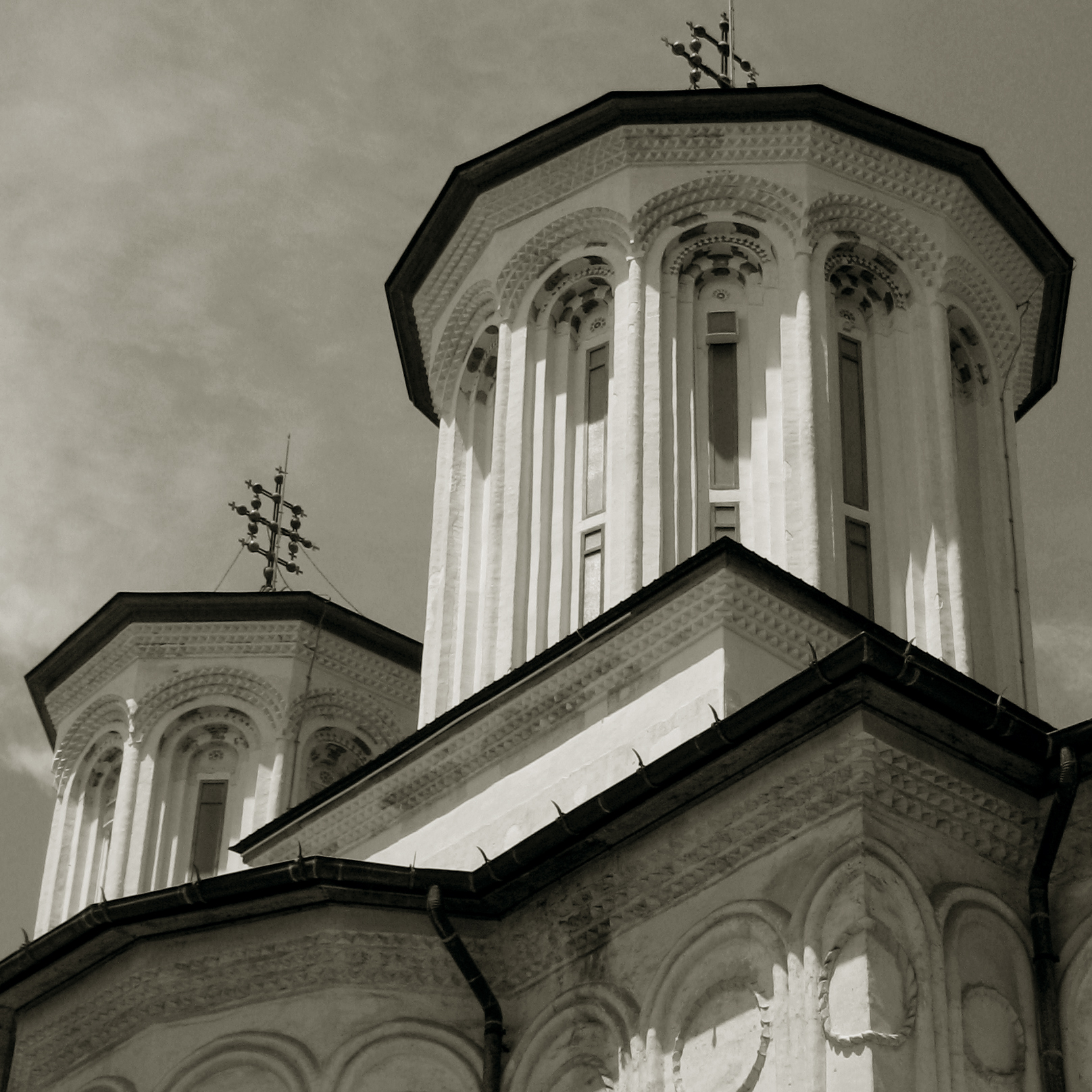
Mânăstirea Hurezi (20)

## Biserica principală

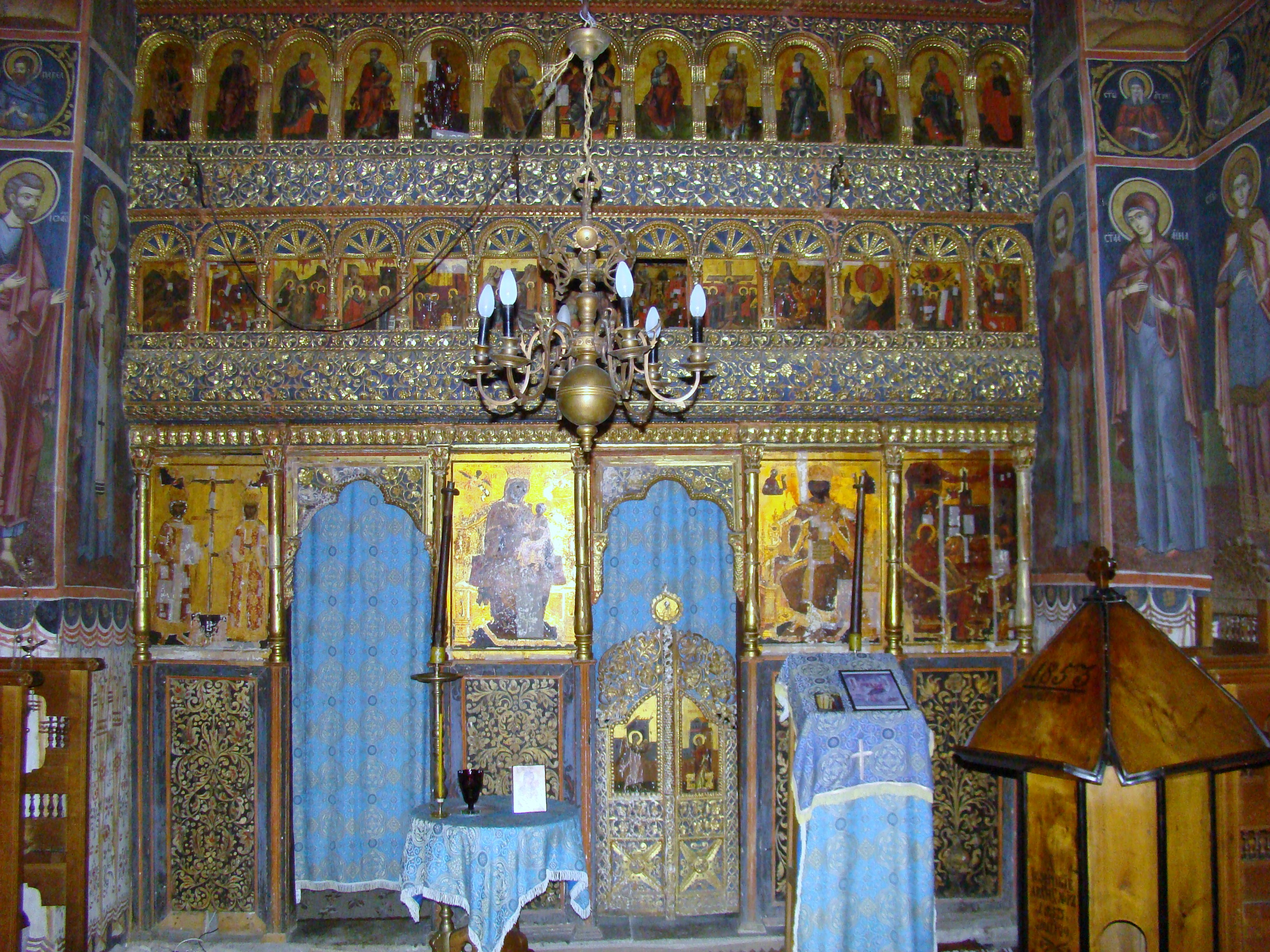
Catapeteasma din lemn de tei aurit și icoanele împărătești

Construită între 1690 și 1693 pe un plan trilobat, biserica Sfinții Împărați Constantin și mama sa Elena dezvoltă modelul Bisericii episcopale a Mănăstirii Curtea de Argeș în sensul unor forme mai elansate și prin adăugarea unui pridvor tipic stilului brâncovenesc, cu arcade susținute de zece coloane de piatră, împodobite cu ornamente tipice Renașterii târzii. Fațadele sunt decorate cu panouri dreptunghiulare și firide ornamentale cu cercuri. Ancadramentul ușii de intrare este din marmură sculptată, pisania conține stema Țării Românești și pe cea a familiei Cantacuzino. Drept constructori ai edificiului sunt menționați Manea, „vătaf al zidarilor“, Istrate lemnarul și Vucașin Caragea pietrarul.
Biserica adăpostește un deosebit de valoros ansamblu de pictură murală, executat între anii 1692 și 1694 de meșterii greci Constantinos și Ioan, precum și de meșterii zugravi români Andrei, Stan, Neagoe și Ioachim. Pe lângă scenele religioase se află, în pronaos, o galerie de portrete ale Brâncovenilor, Basarabilor și ale Cantacuzinilor. Ciclul începe cu portretul lui Datco din Brâncoveni, boier care a trăit la începutul secolului al XVI-lea, cu Basarab al III-lea cel Bătrân și postelnicul Constantin Cantacuzino, culminând cu tabloul votiv care-i reprezintă pe membrii contemporani ai familiei Brâncoveanu.
Catapeteasma monumentală, din lemn de tei sculptat și poleit, precum și candelele de argint sunt donate de Doamna Maria Brâncoveanu. În posesia mănăstirii se află și alte valoroase obiecte de cult, în mare parte danii din timpul întemeierii bisericii: picturi, sculpturi în piatră și în lemn.
Primul stareț al mănăstirii, Ioan Arhimandritul, este înmormântat în biserica principală.
Domnitorul Constantin Brâncoveanu ctitorise așezământul dorind să-și afle un loc de veci  în incinta acestuia. Conform acestei destinații biserica adăpostește și mormântul domnitorului, nefolosit deoarece Brâncoveanu a fost înmormântat la biserica Sfântul Gheorghe din București.
Biserica a fost reparată și restaurată în 1827, 1872, 1907-1912 și 1954-1964.

## BolnițaAdormirea Maicii Domnului
O ctitorie a Doamnei Maria din 1696, bolnița a fost finisată în 1699 și conține picturi ale meșterilor români Preda, Nicolae și Ianache.

## SchitulSfinții Apostoli
Edificiul a fost construit în 1698 și pictat în 1700 de ierodiaconul Iosif și de Ion.

## SchitulSfântul Ștefan
Picturile schitului au fost executate de Ianache, Istrate și Hranite.

## „Biblioteca lui Constantin Brâncoveanu“
Constantin Brâncoveanu, ca om de o aleasă cultură a epocii sale, distingându-se prin inteligență și mult echilibru politic, reușește să înființeze tipografii și să tipărească numeroase cărți. Din acest motiv mănăstirea Hurezi devine un puternic centru cultural al Țării Românești. Aici a înființat domnitorul vestita bibliotecă, rămasă peste veacuri sub denumirea de Biblioteca lui Constantin Brâncoveanu, care mai numără în prezent aproximativ 4000 de volume. Catalogul bibliotecii întocmit la 1791, arată ca aceasta dispunea pe vremea aceea de 382 de volume de carte tipărită și 46 de manuscrise. De remarcat este că dintre acestea 115 volume erau scrise în limba română. Despre importanța acestei biblioteci grăiește inscripția din 1708, aflată deasupra ușii edificiului: „Bibliotecă de hrană dorită sufletească această casă a cărților imbie înțeleaptă îmbelșugare“. Această bibliotecă cuprinde importante lucrări ale vremii: Odiseea lui Homer (tipărită la Basel la 1541), Tragediile lui Euripide (tipărite la Basel în 1551), Novellae adăugate de Iustinian I cel Mare Codexului său (tipărite la Paris în 1568), precum și lucrări ale istoricilor bizantini (Ana Comnena, Laonic Chalcocondil, Ioan Zonaras, Constantin Manasses).
Dragostea de slovă românească a domnului erudit determină chemarea arhimandritului Ioan din Câmpulung, pentru a copia pe la 1700 cunoscuta carte populară „Varlaam și Ioasaf“. Tot acesta va mai scrie „Pomelnicul mănăstirii Hurezi“. Pe la 1754 vine la Hurezi învățatul  Rafail. Acesta transcrie „Halima“ (1783) și ne lasă importante însemnări despre Viața lui Petru cel Mare și Istoria Rusiei. Alt cărturar, Dionisie Eclesiarhul, scrie în 1788 „Întrebări și răspunsuri ale dumnelui Constantin Cantacuzino, fratele răposatului Șerban Voievod Cantacuzino“. Dionisie este și cel care pune în circulație o ediție în trei volume a culegerii O mie și una de nopți. Mulți alți cărturari au lăsat de asemenea posterității lucrări de importanță covârșitoare pentru cultura română.

## Imagini

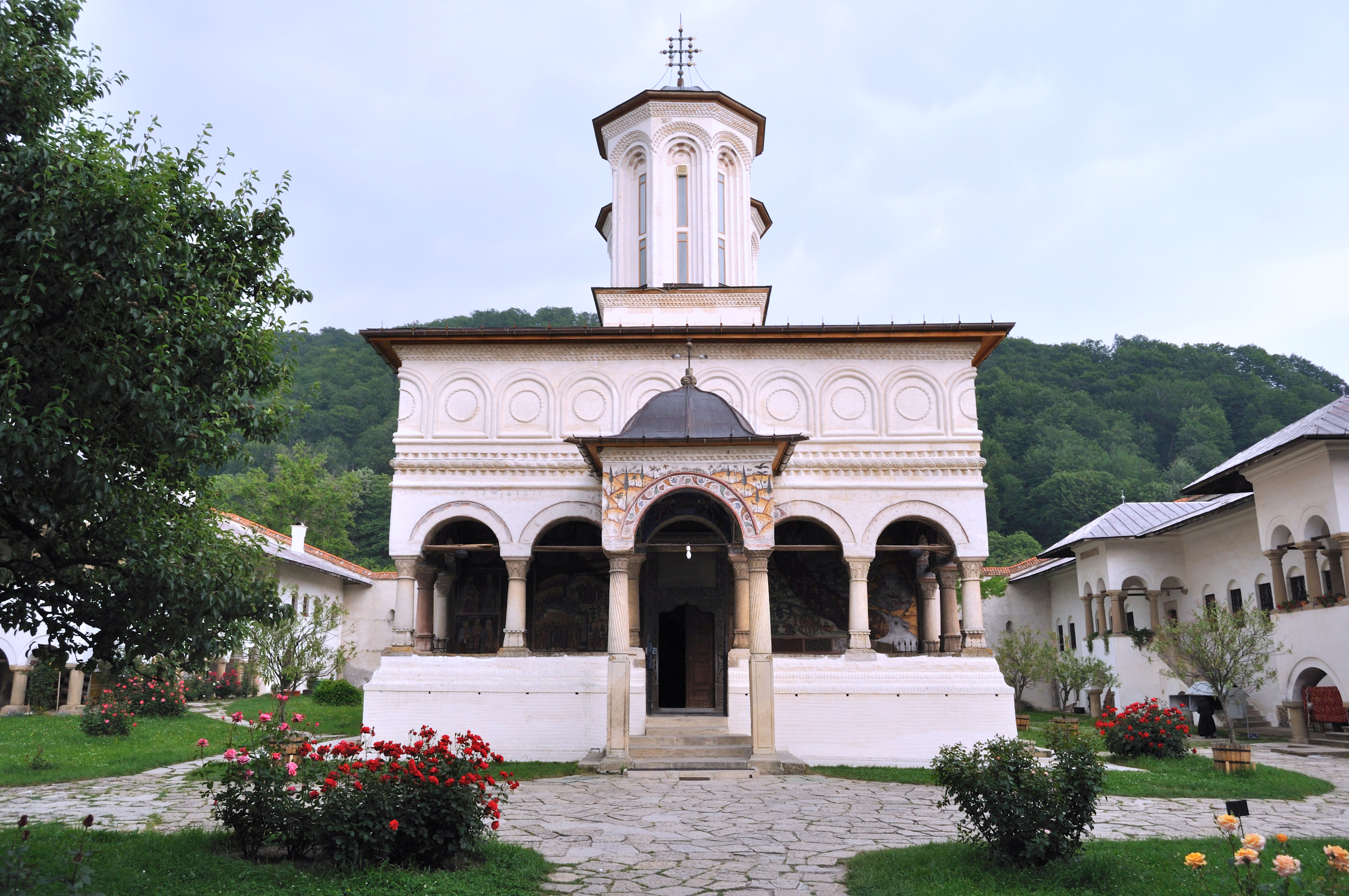
Biserica Sfinții Împărați Constantin și Elena
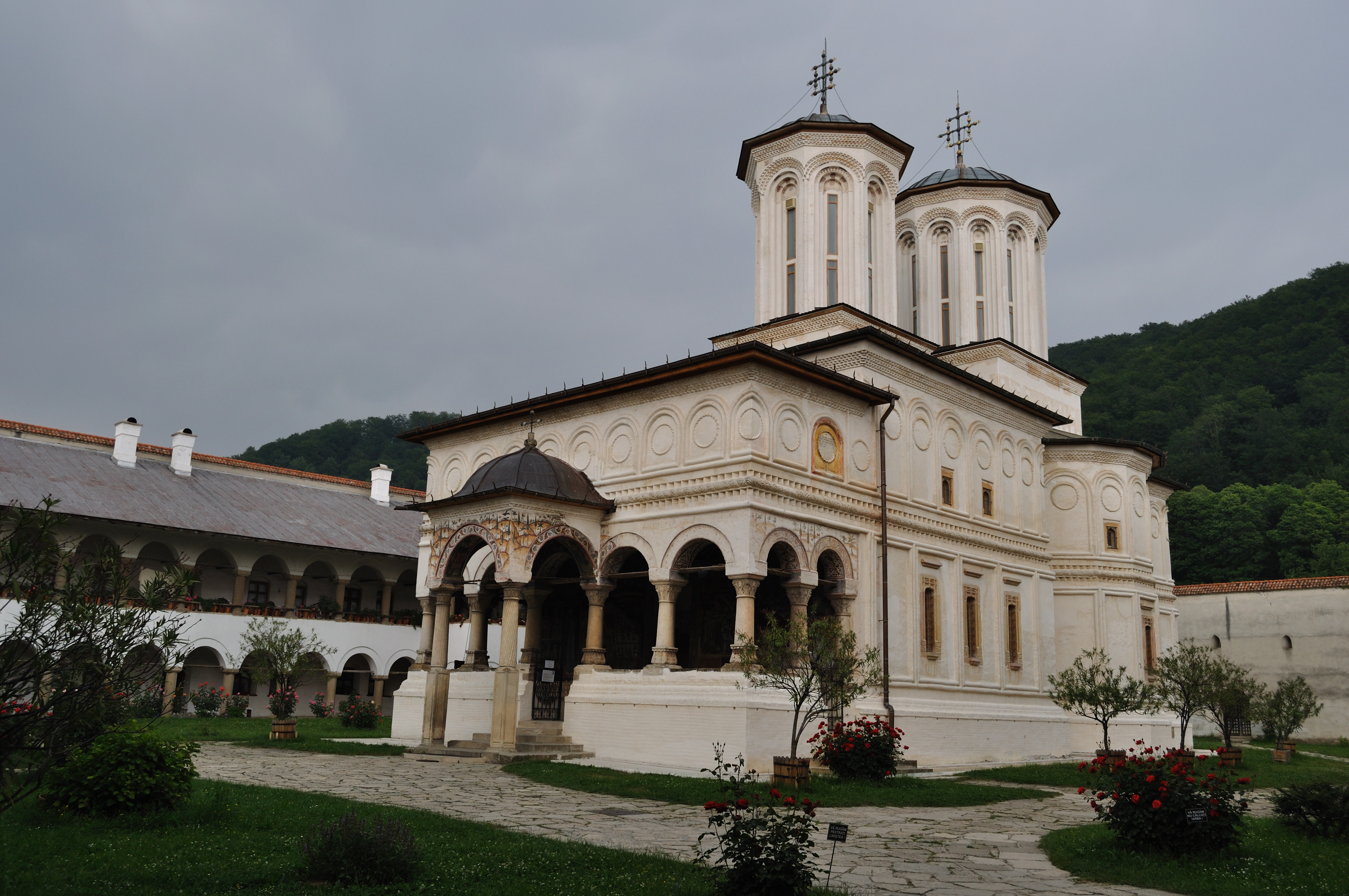
Biserica mare este construită în plan triconic
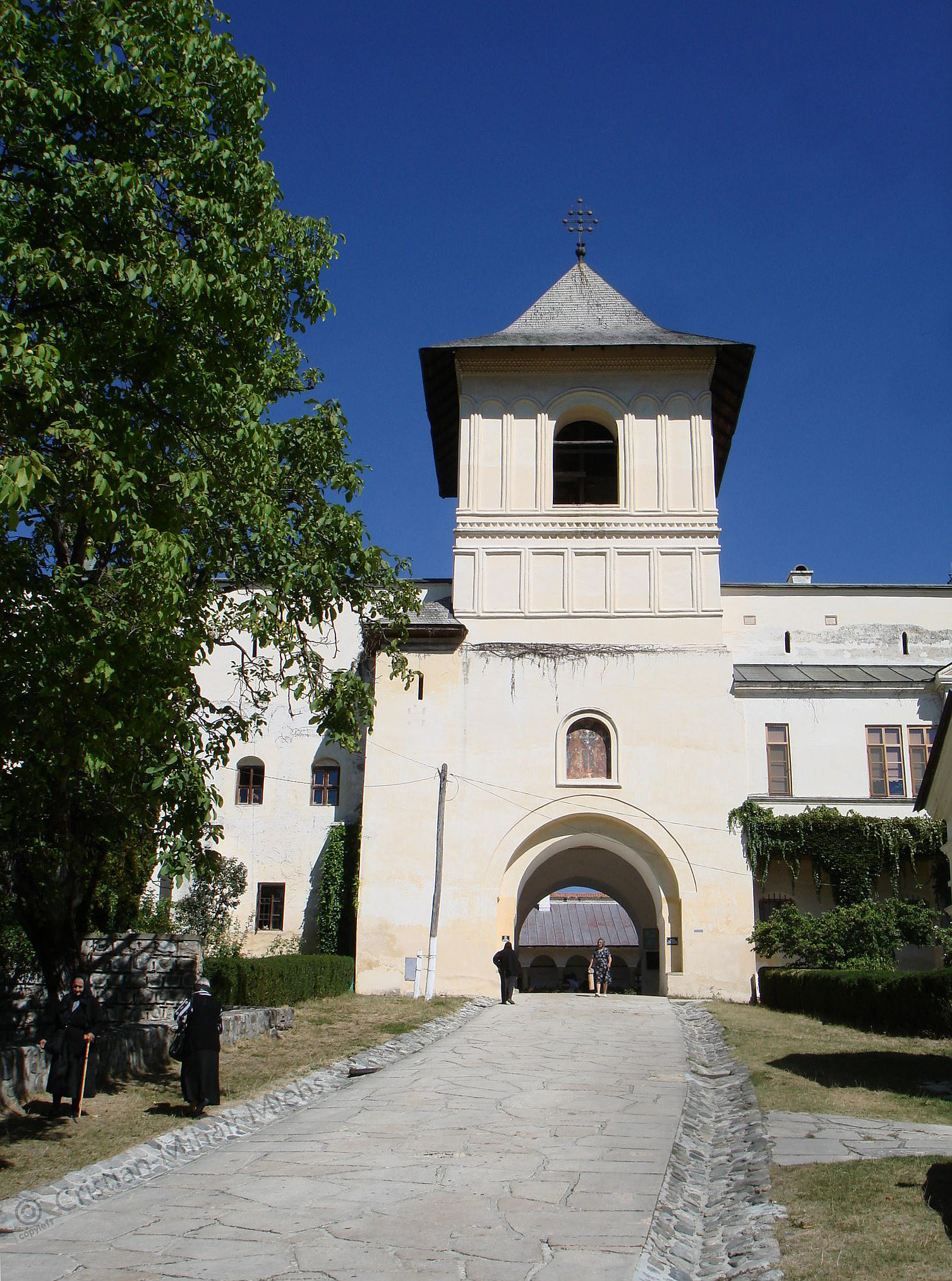
Poarta principală
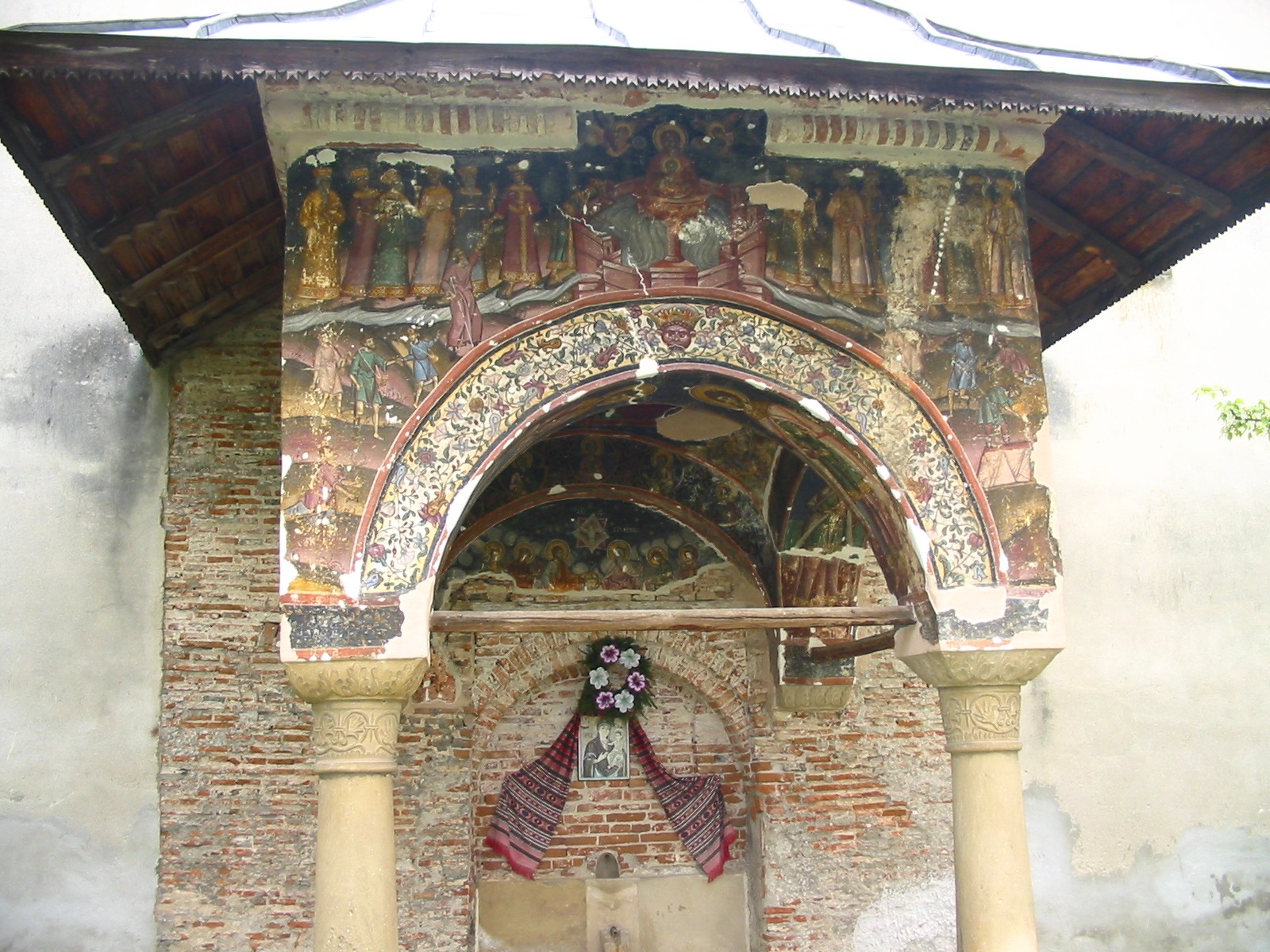
Fântâna
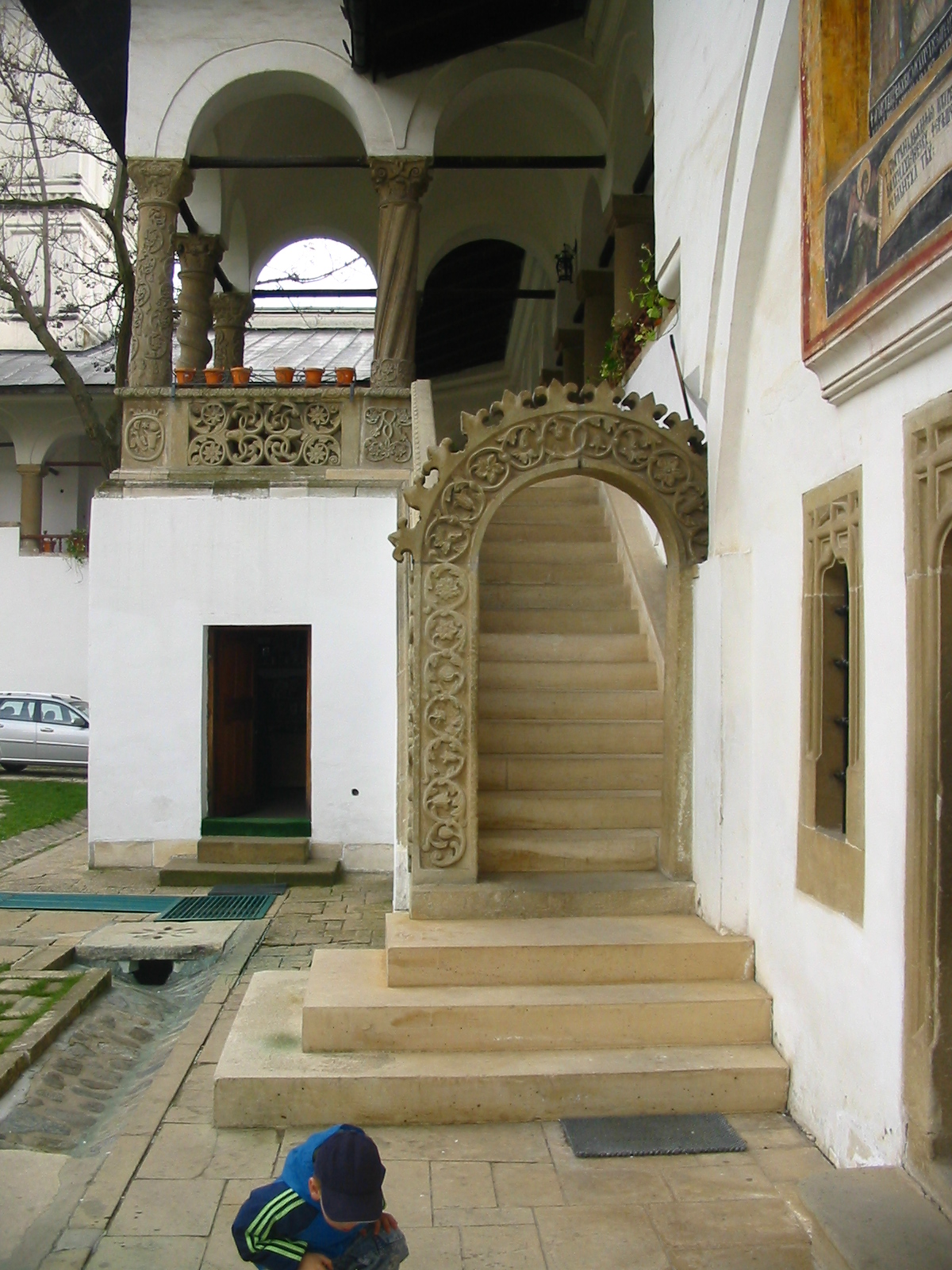
Intrare bibliotecă
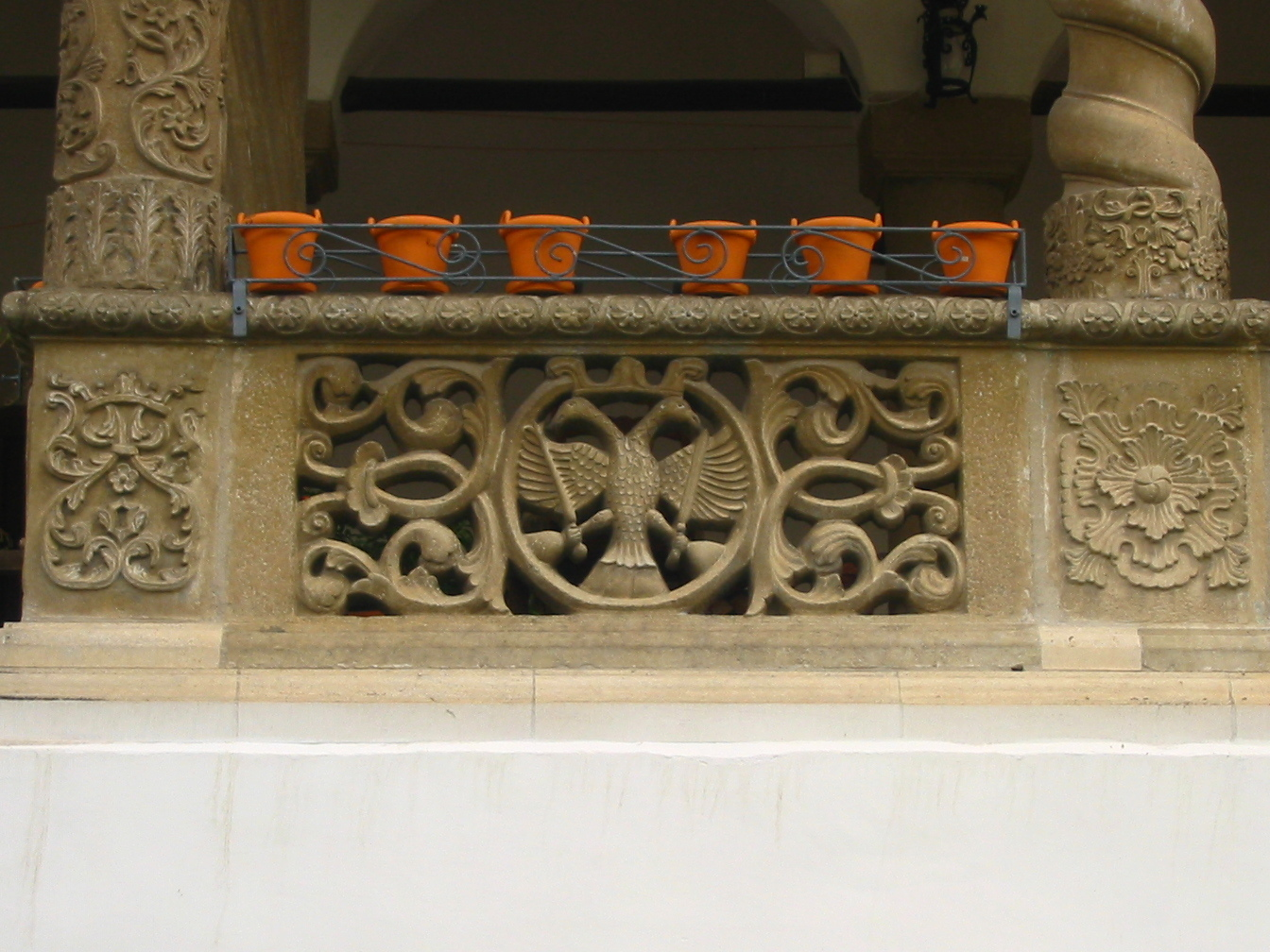
Pridvor bibliotecă
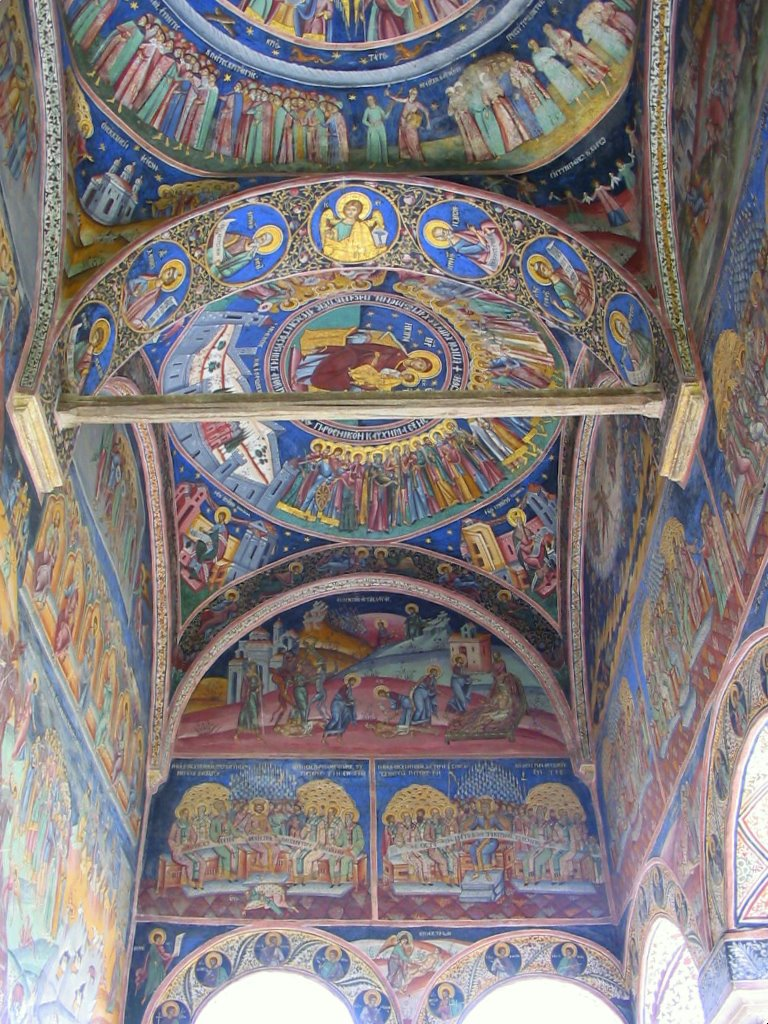
Exonarthexul
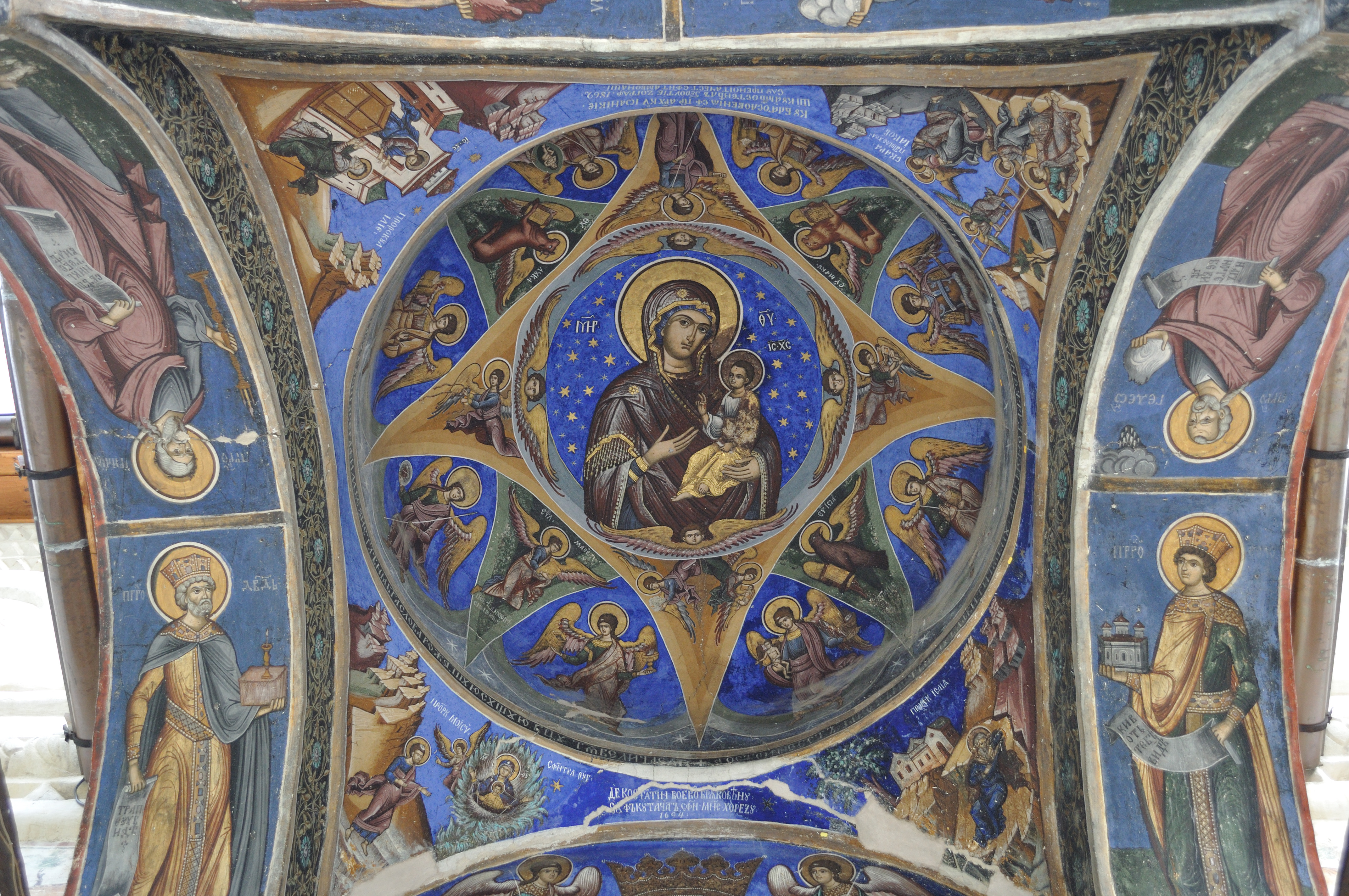
Foișorul vrednicului egumen și iubitor de artă, Dionisie Bălăcescu ridicat între anii 1725-1753
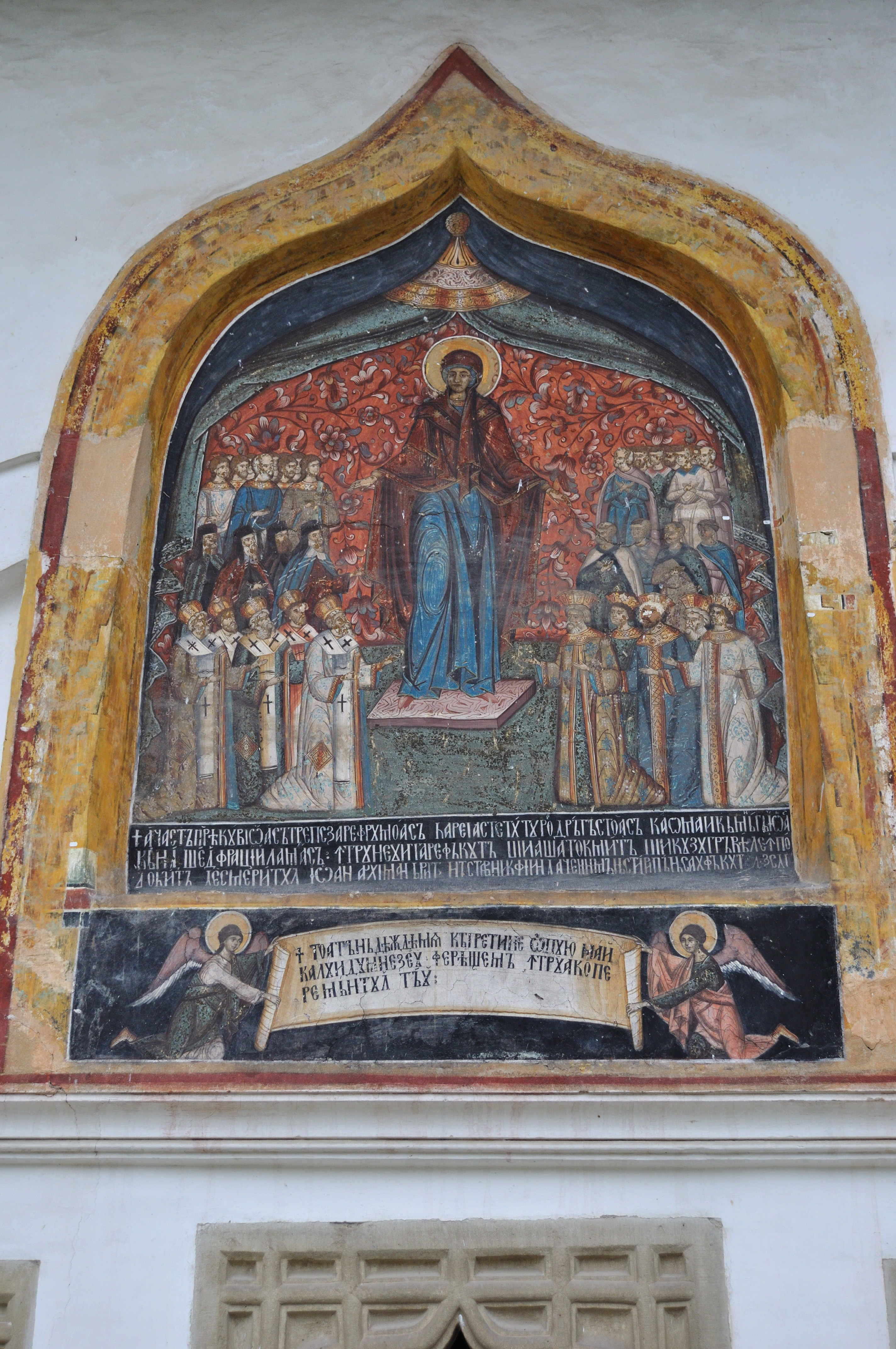
Paraclisul, pictura exterioară
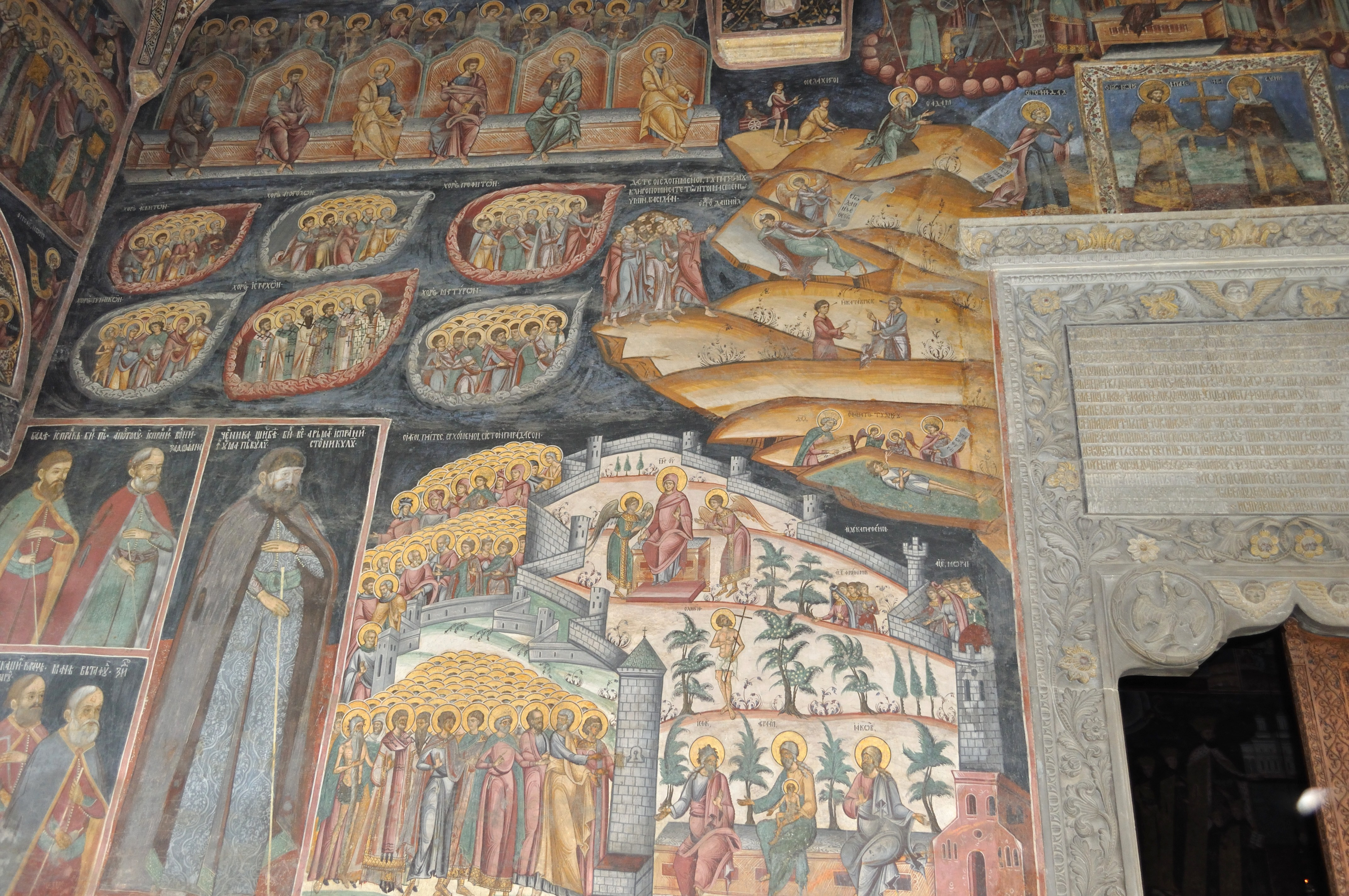
Pictura pridvorului
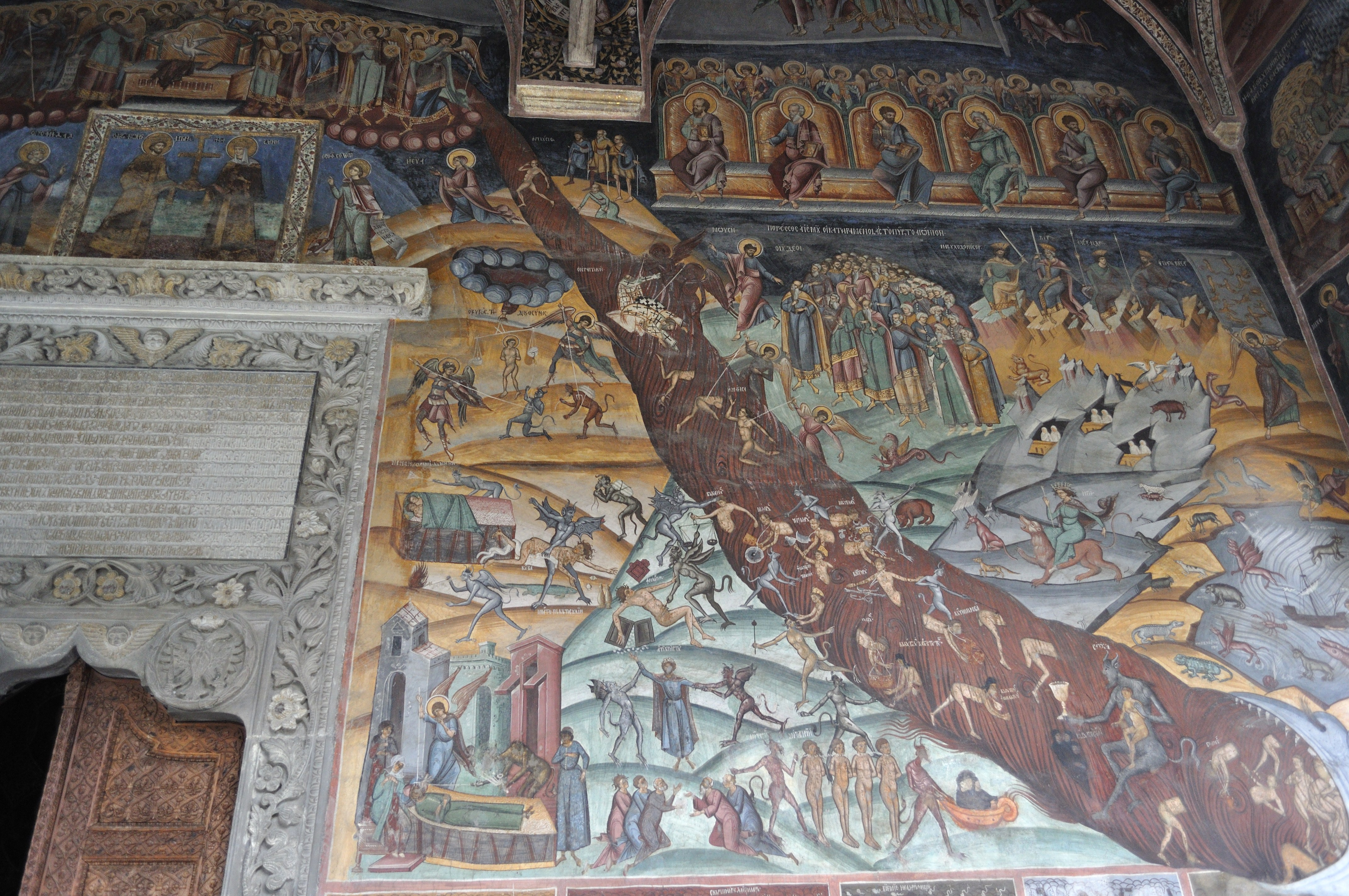
Pridvor, Judecata de Apoi
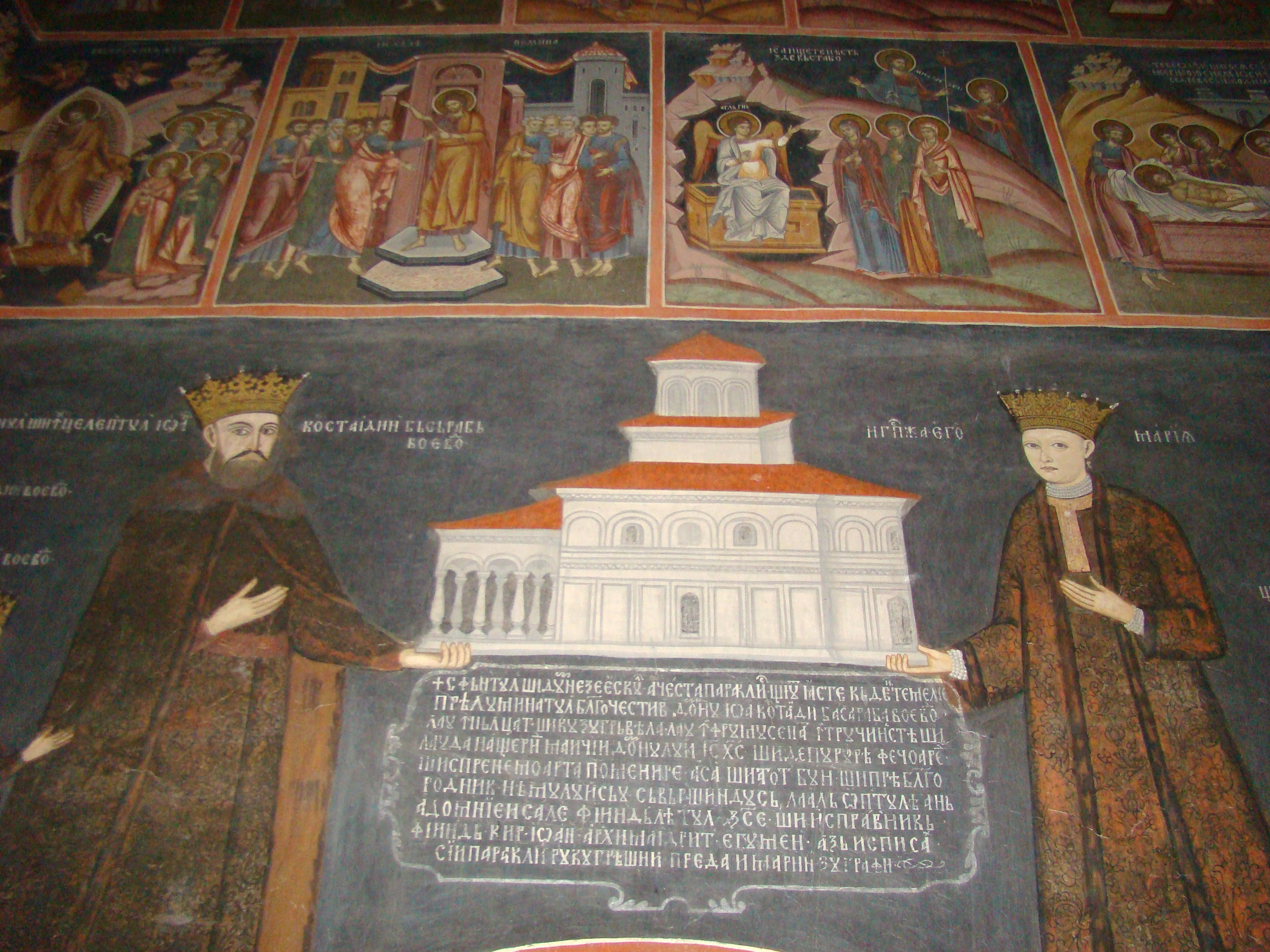
Tabloul votiv (detaliu)
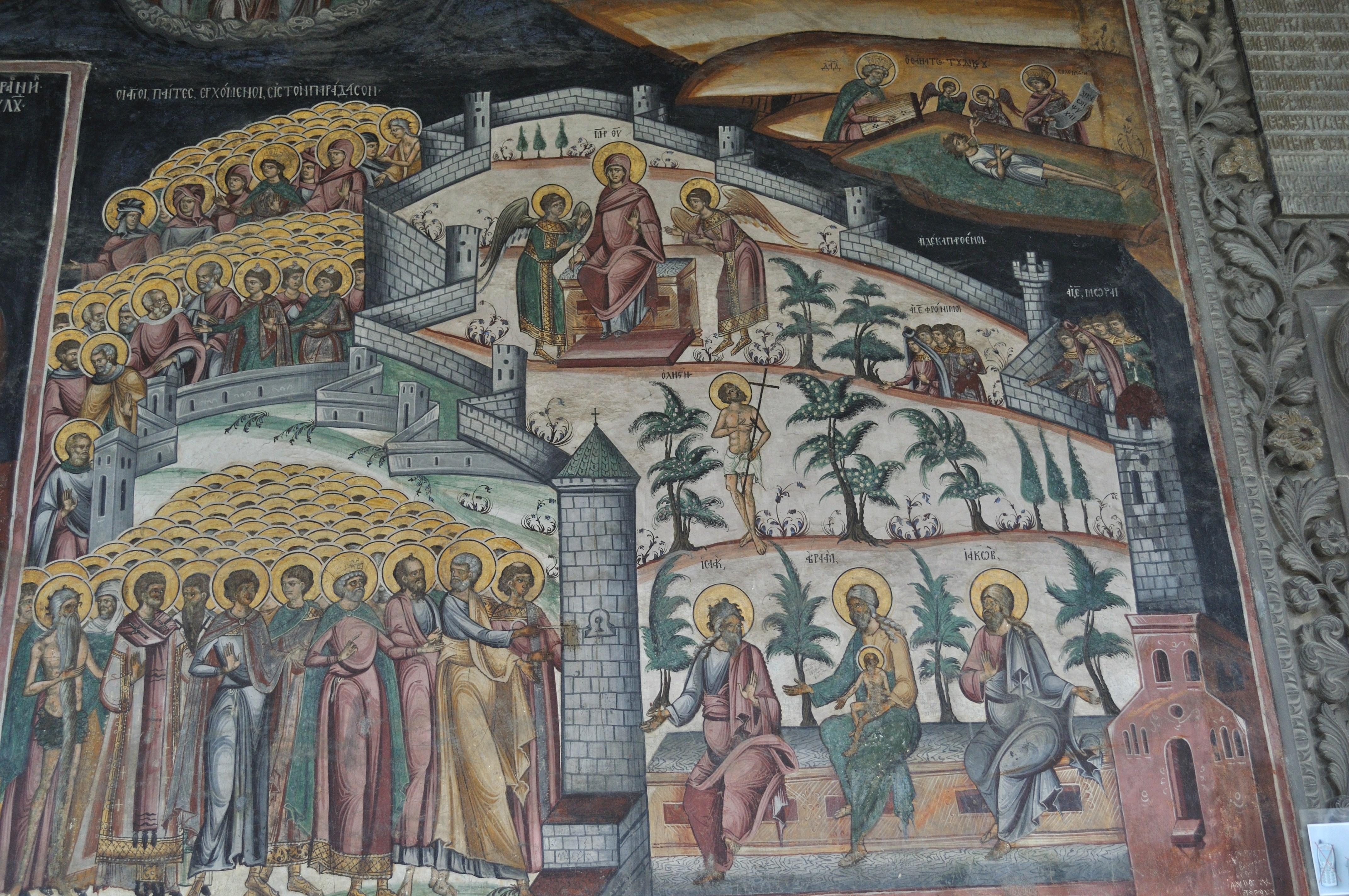
Pictura pridvorului: Sinoadele Ecumenice
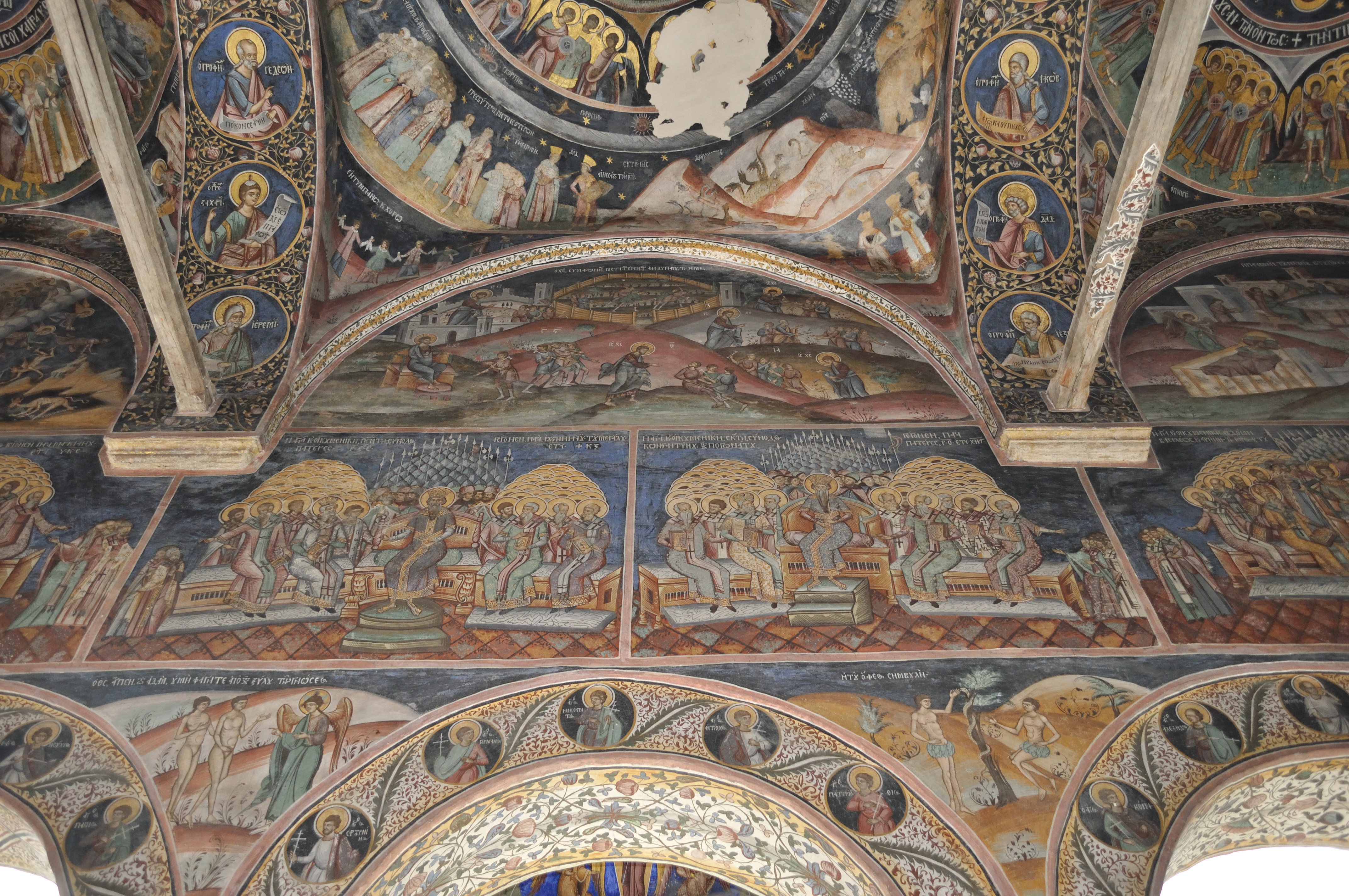
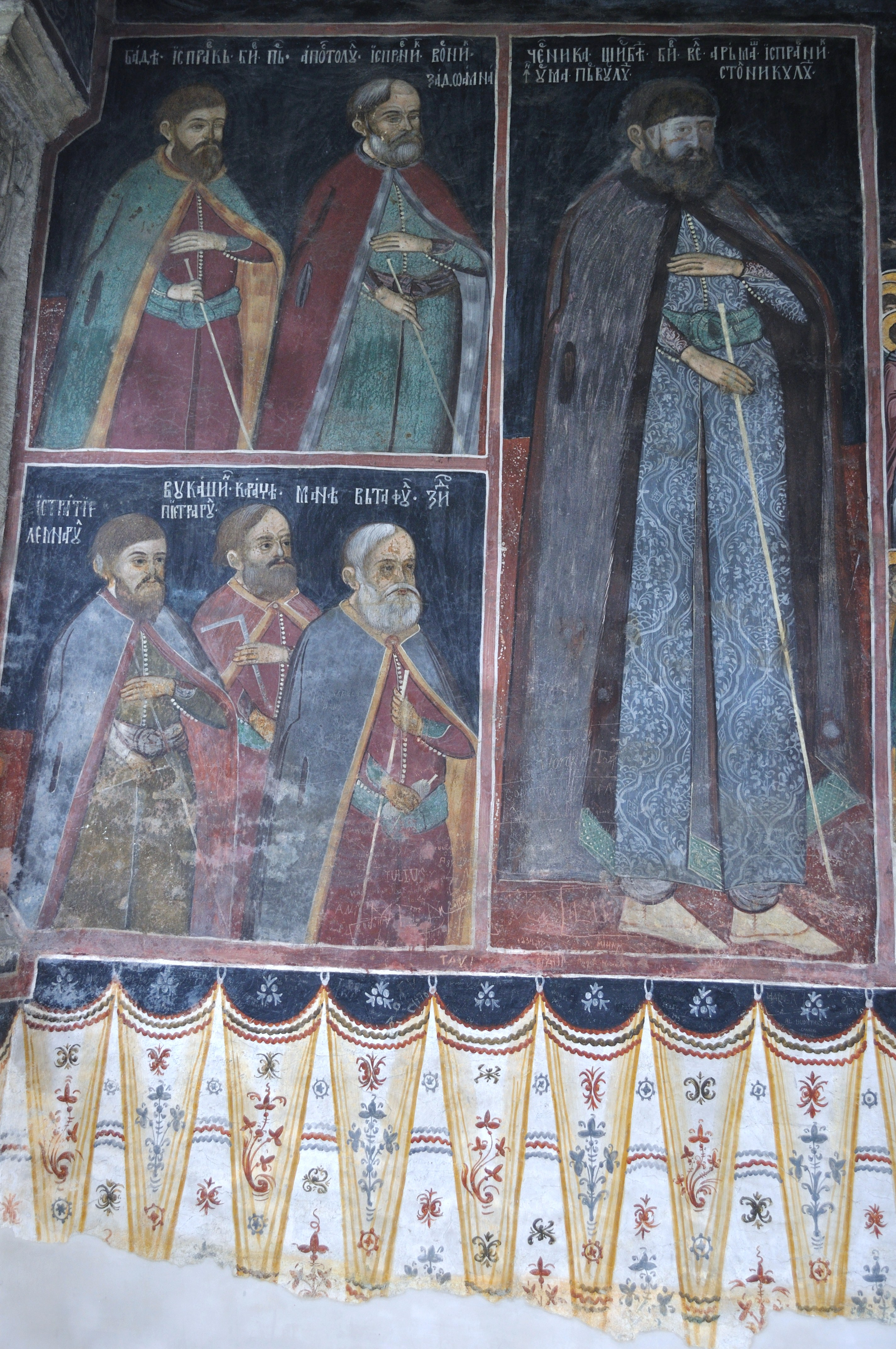
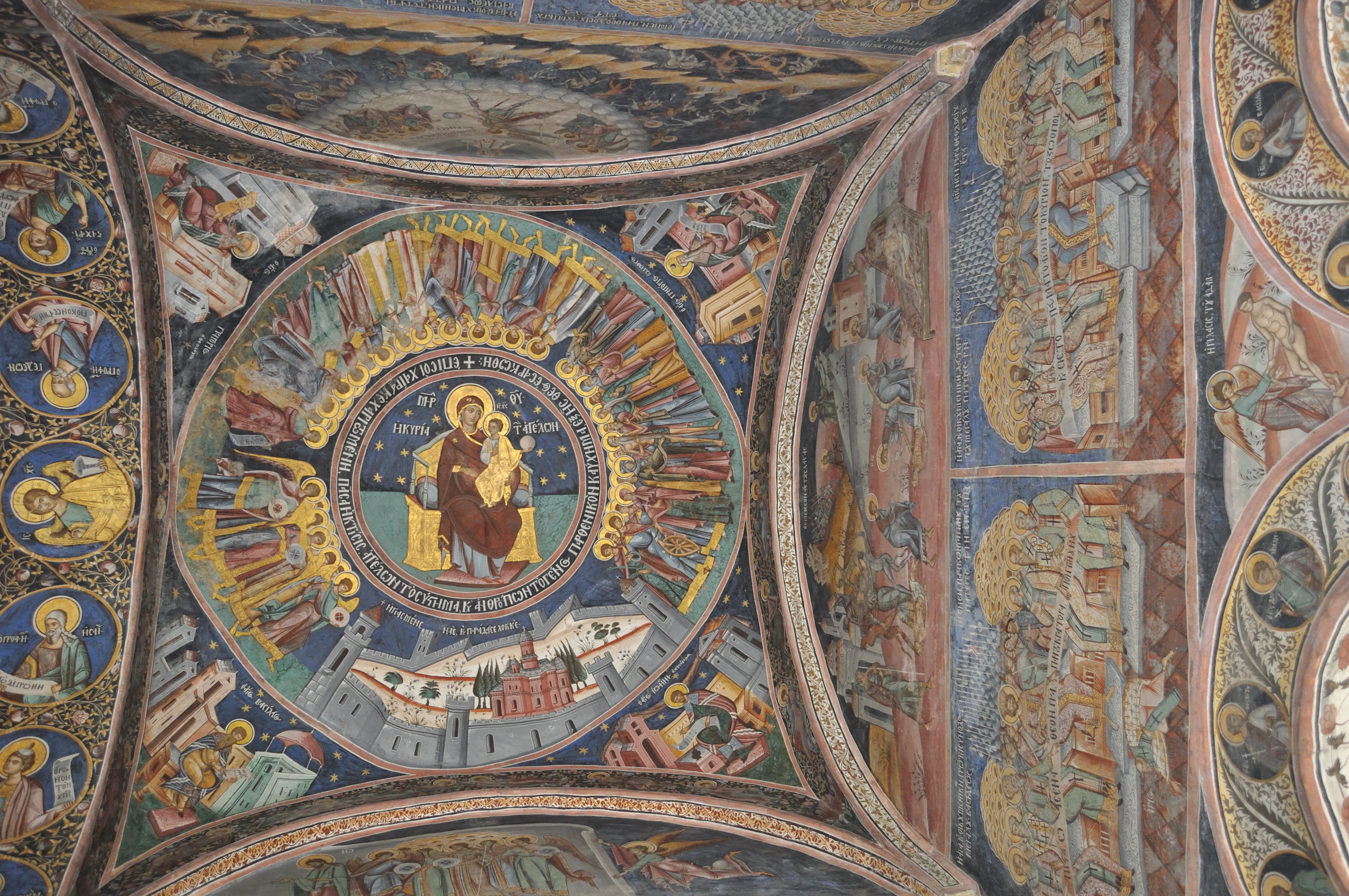
Pictura din paraclis este lucrată în frescă, de către zugravii Preda și Marin, meșteri din  școala brâncovenească
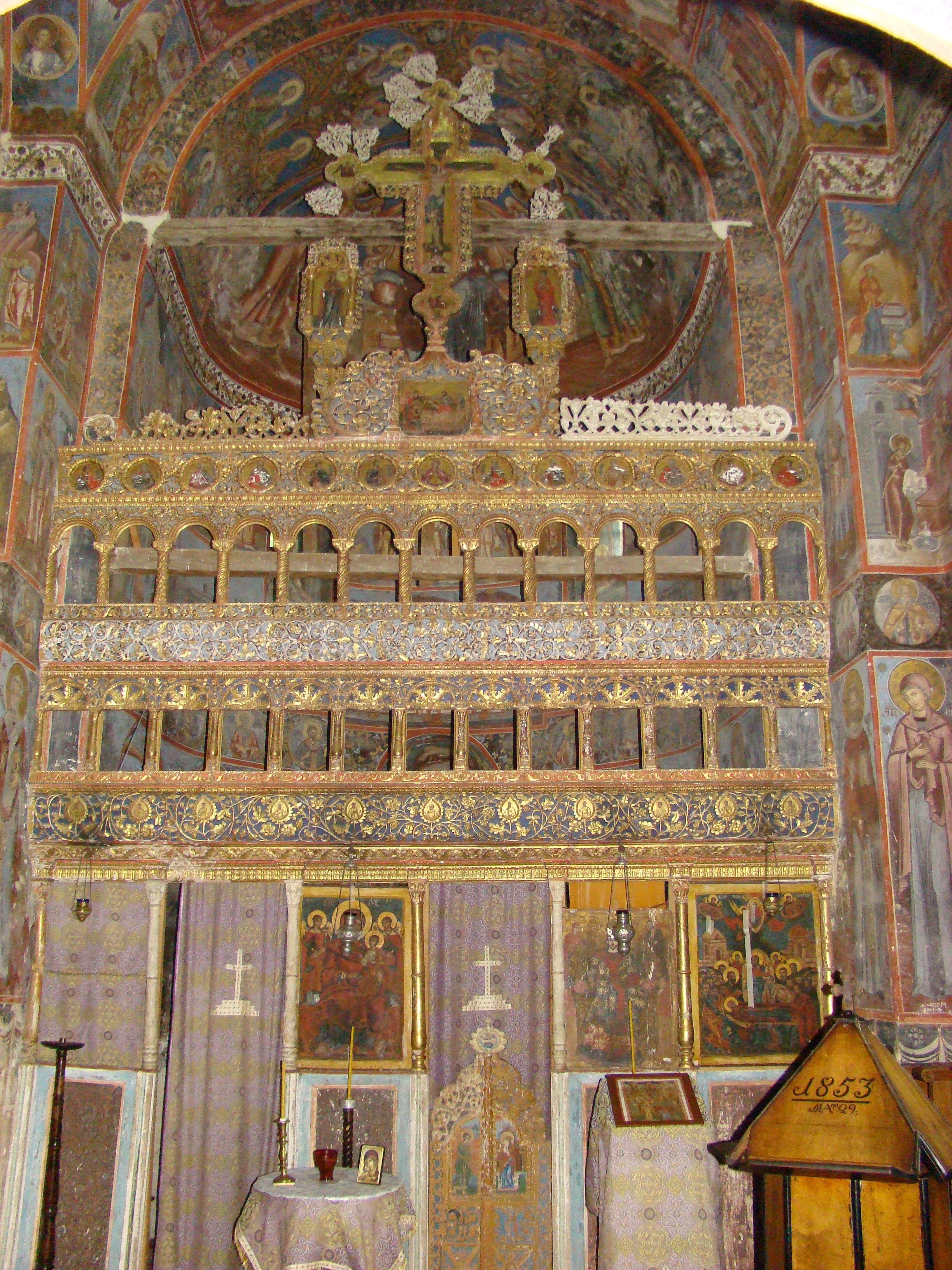
Catapeteasma din lemn a paraclisului fin sculptată și decorată cu aur
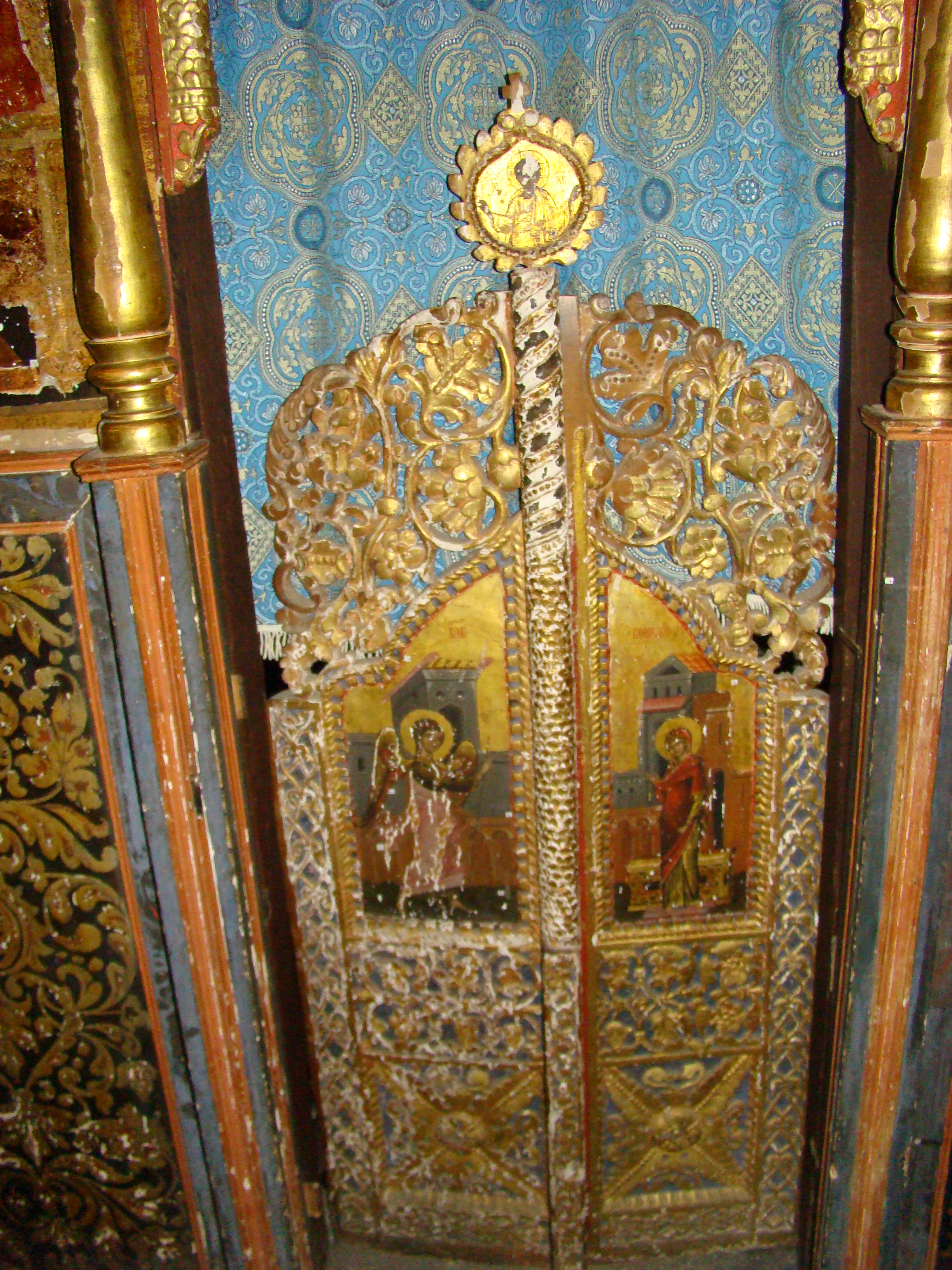
Ușile împărătești ale paraclisului
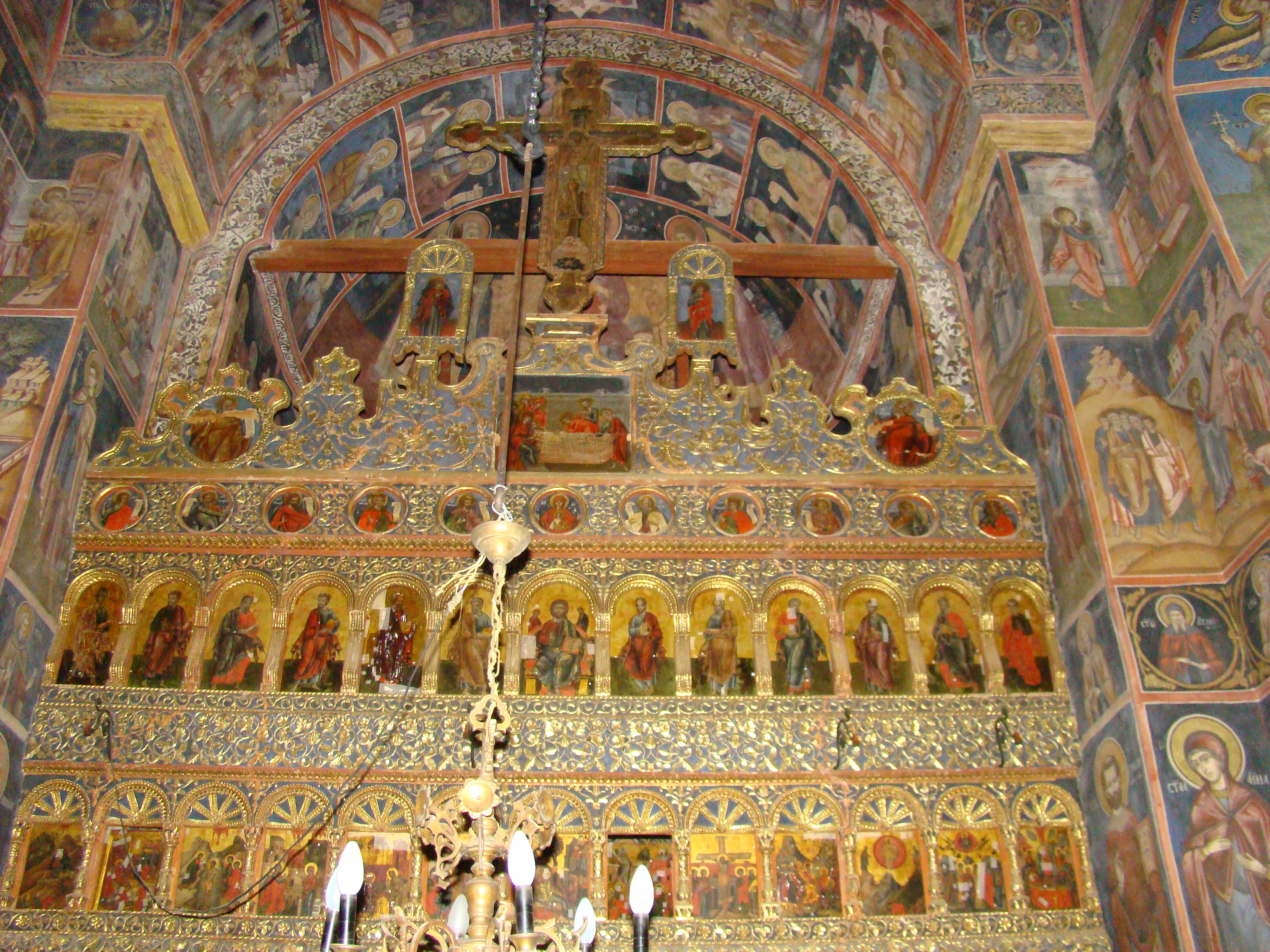
Catapeteasma din lemn a paraclisului fin sculptată și decorată cu aur
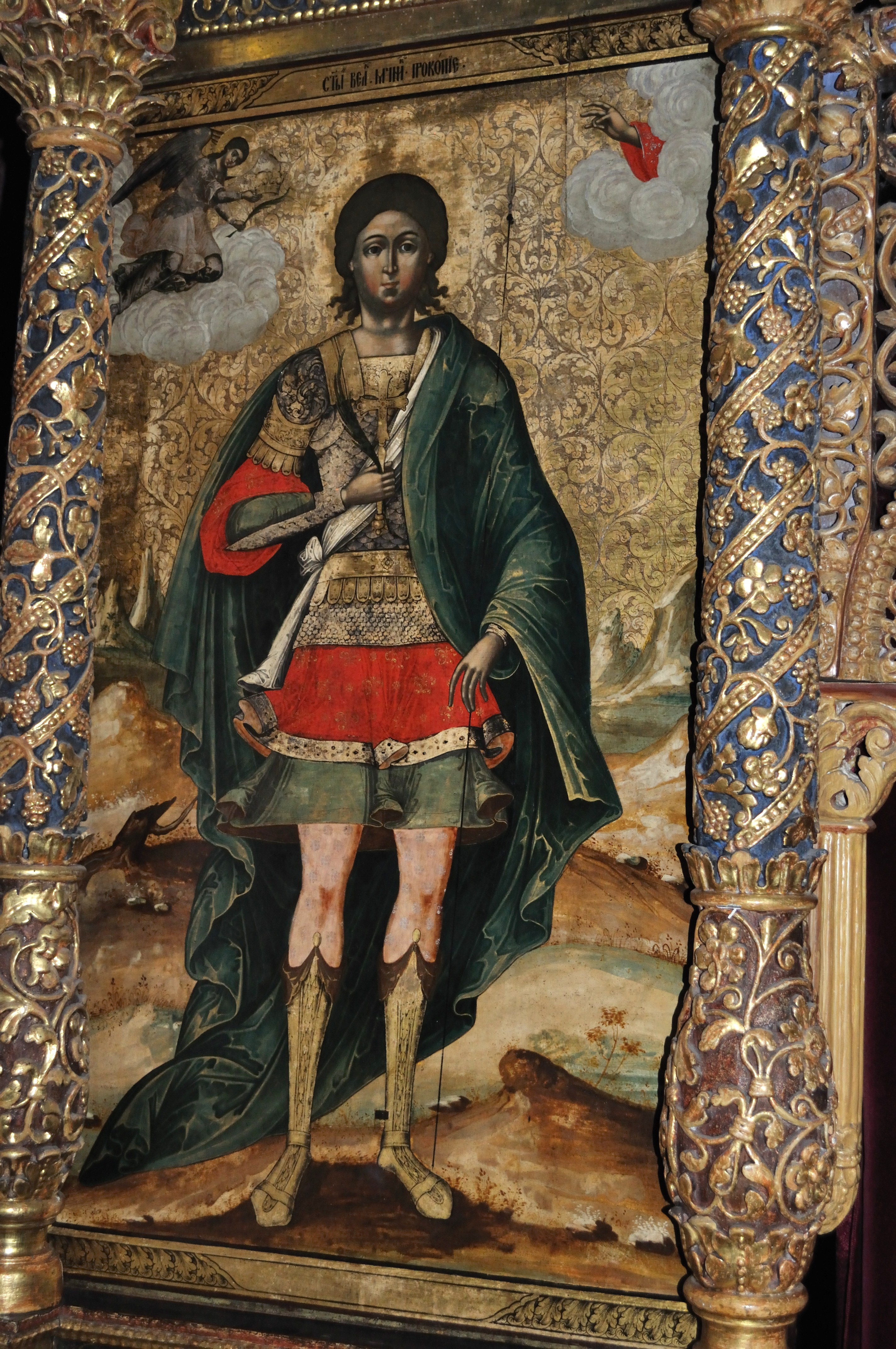
Biserica mare, icoană împărătească
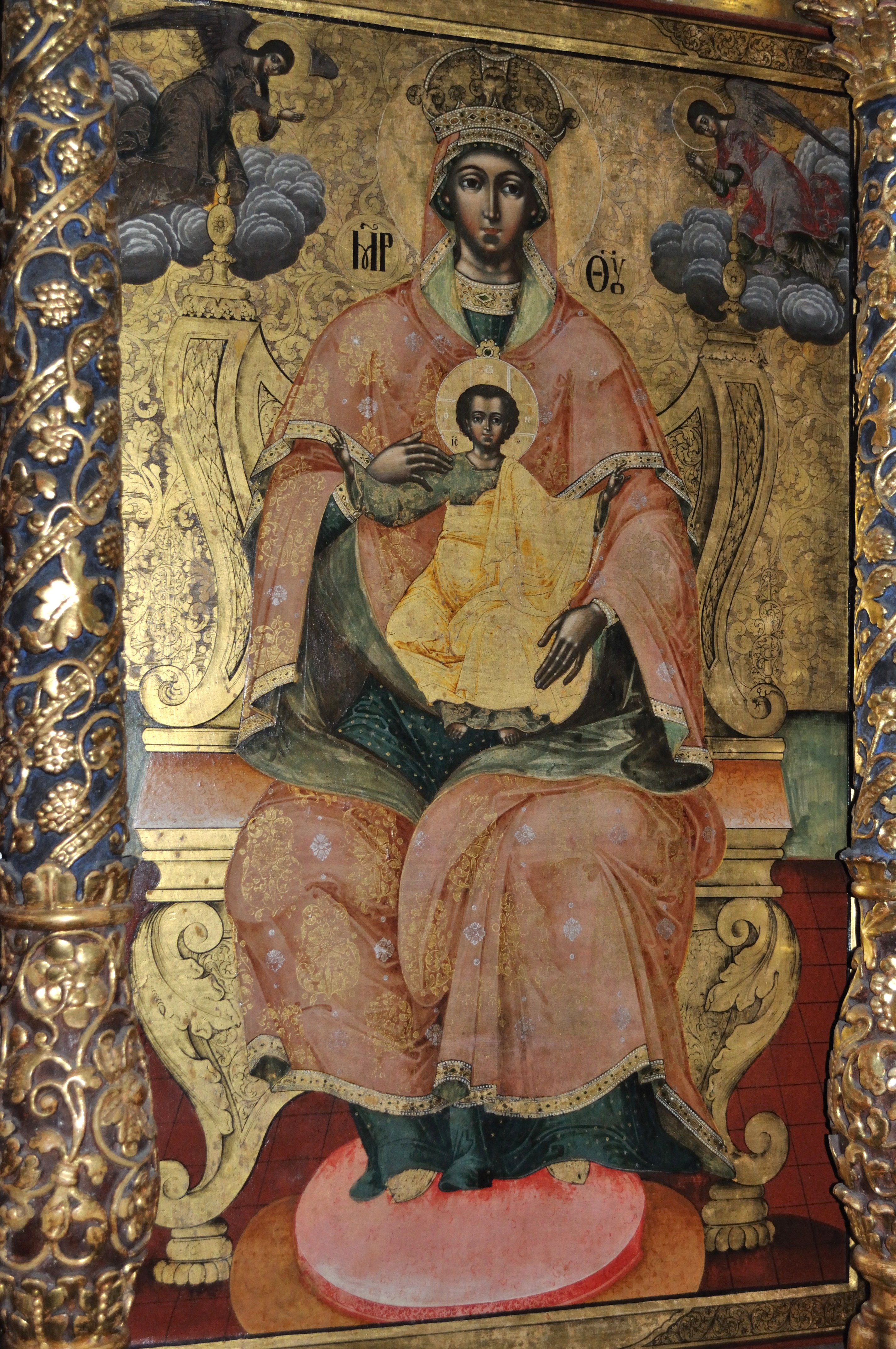
Biserica mare, icoană împărătească
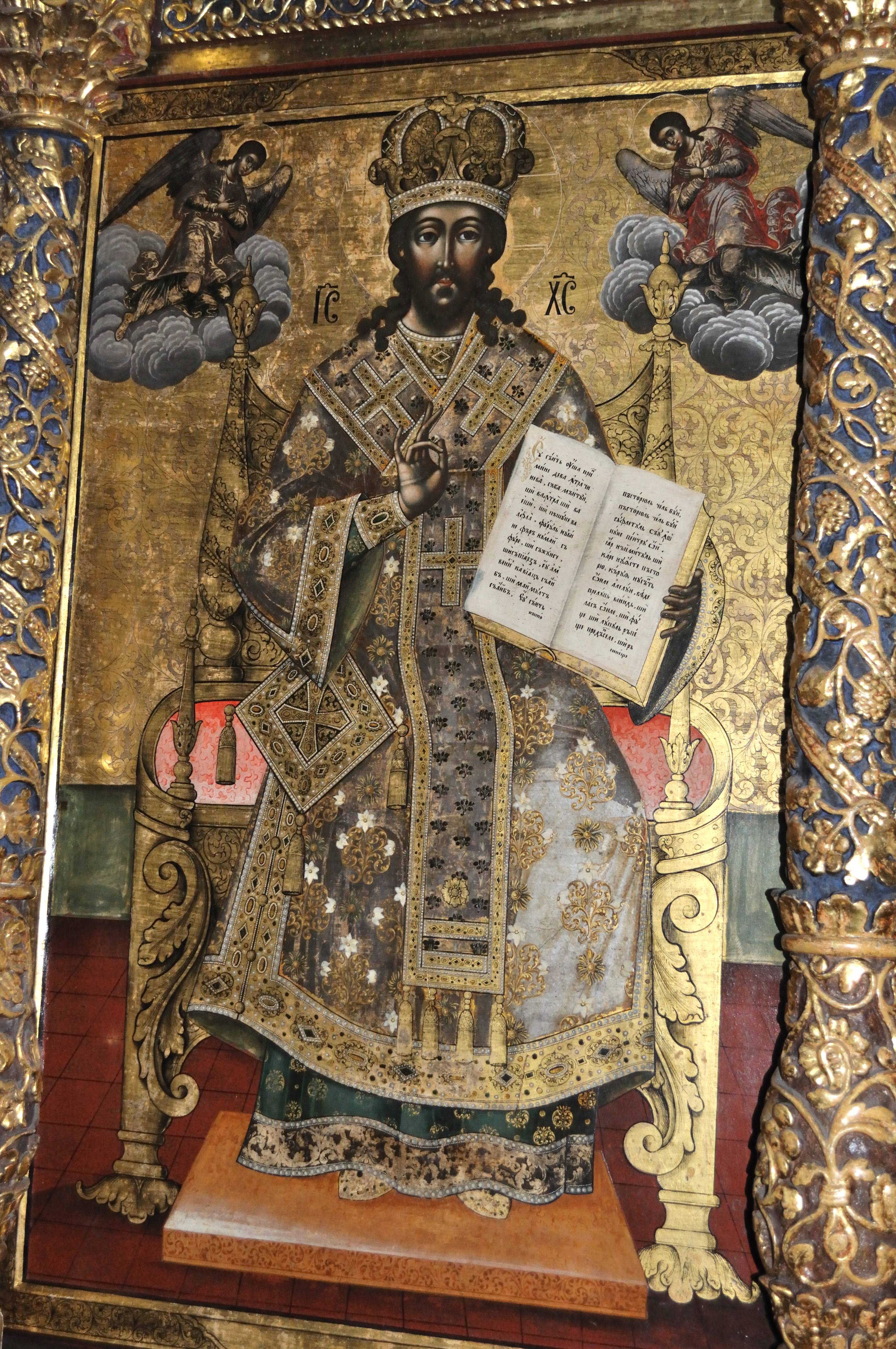
Biserica mare, icoană împărătească
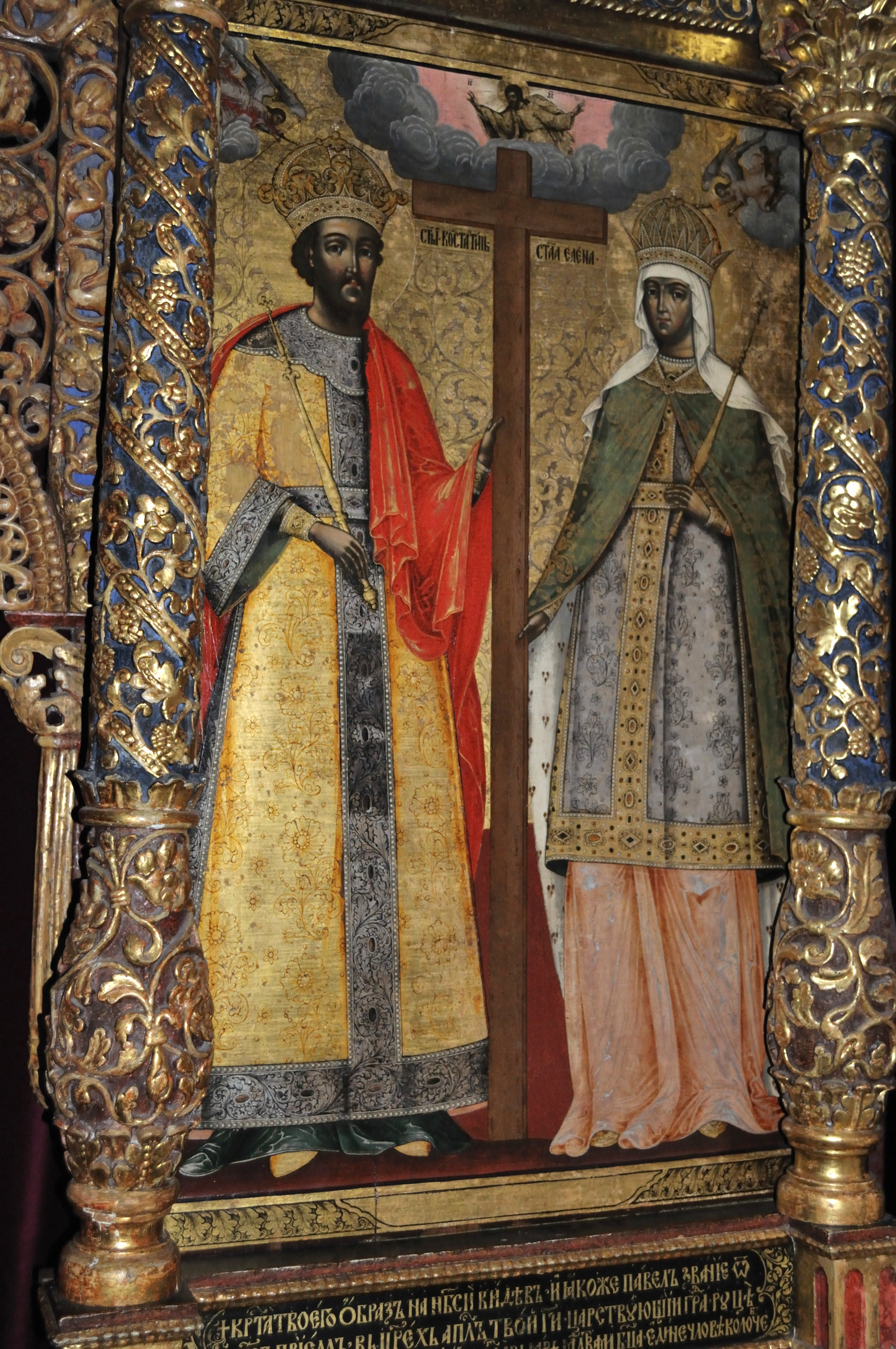
Biserica mare, icoană împărătească
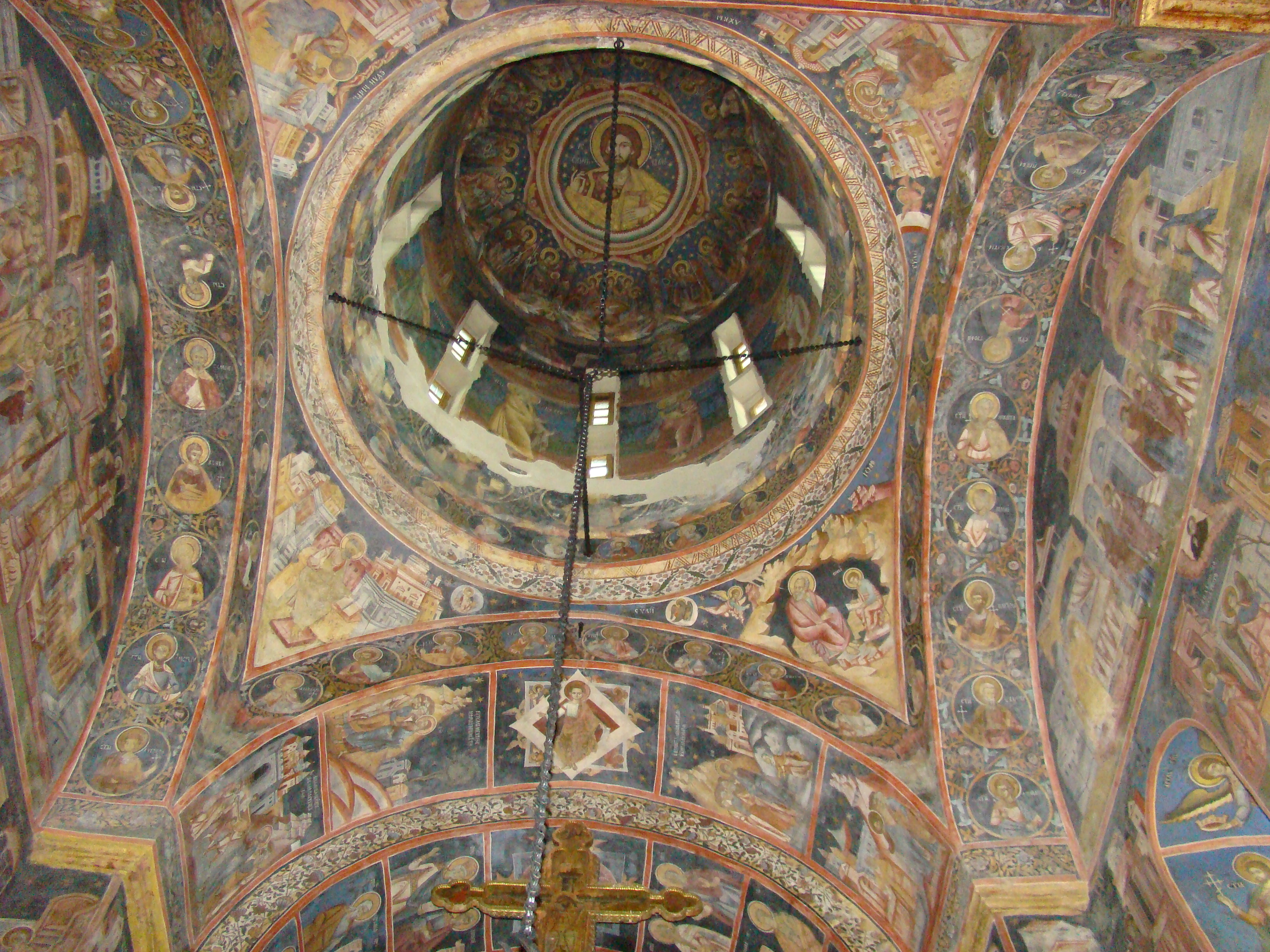
Cupolă, Pantocrator
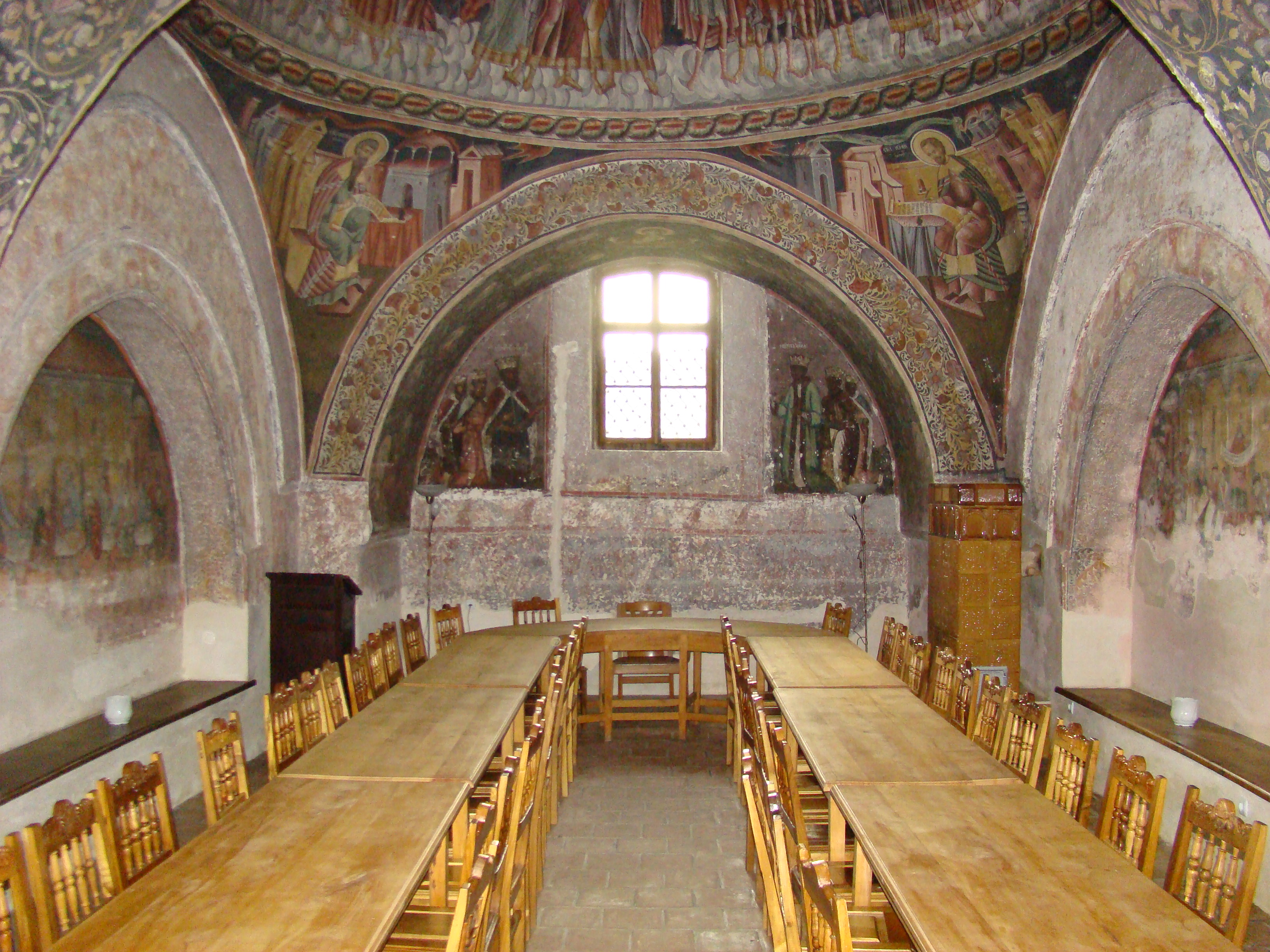
Trapeza, sala de mese a mănăstirii
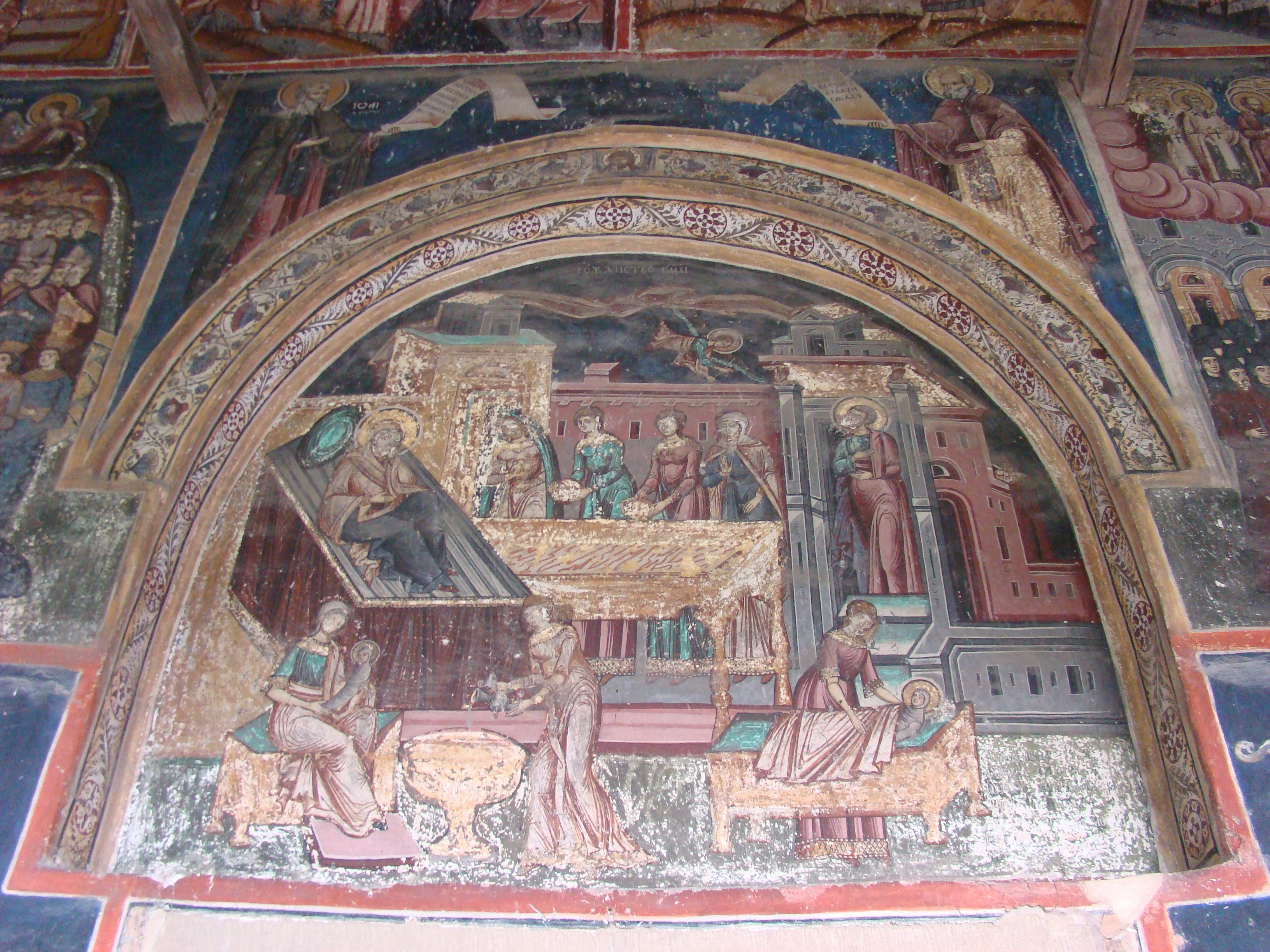
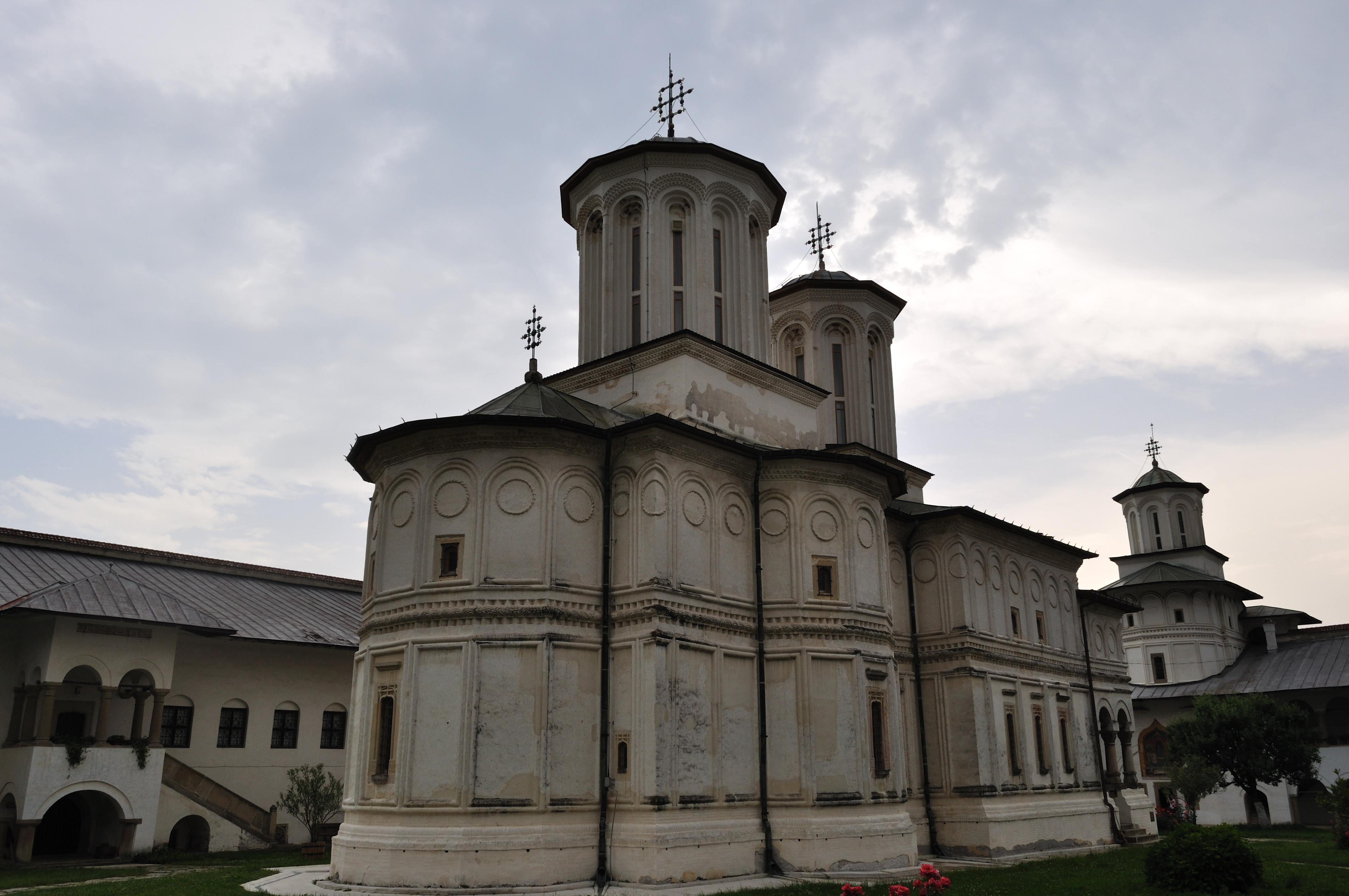
Biserica mare
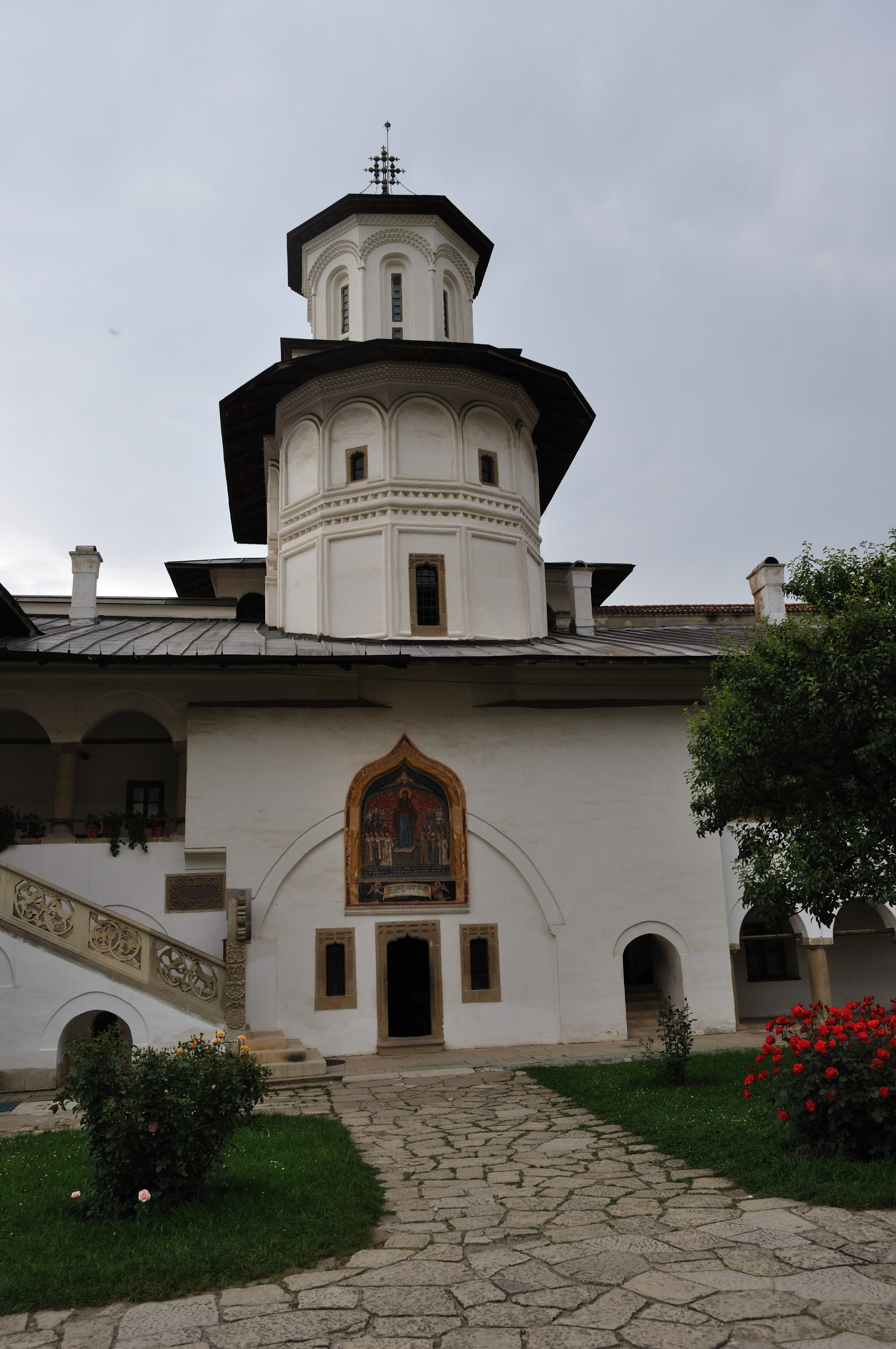
Paraclisul
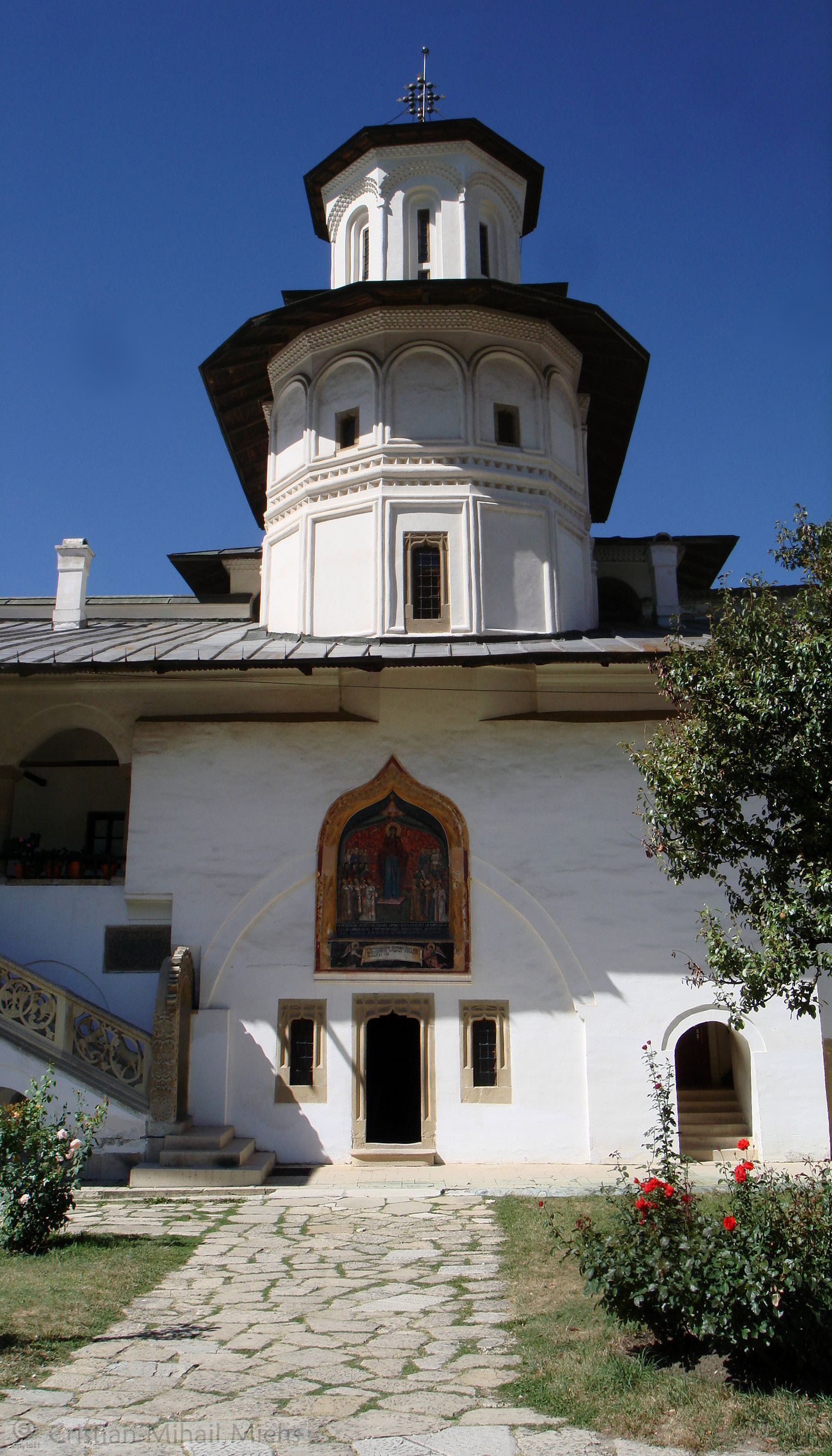
Paraclisul „Nașterea Maicii Domnului”
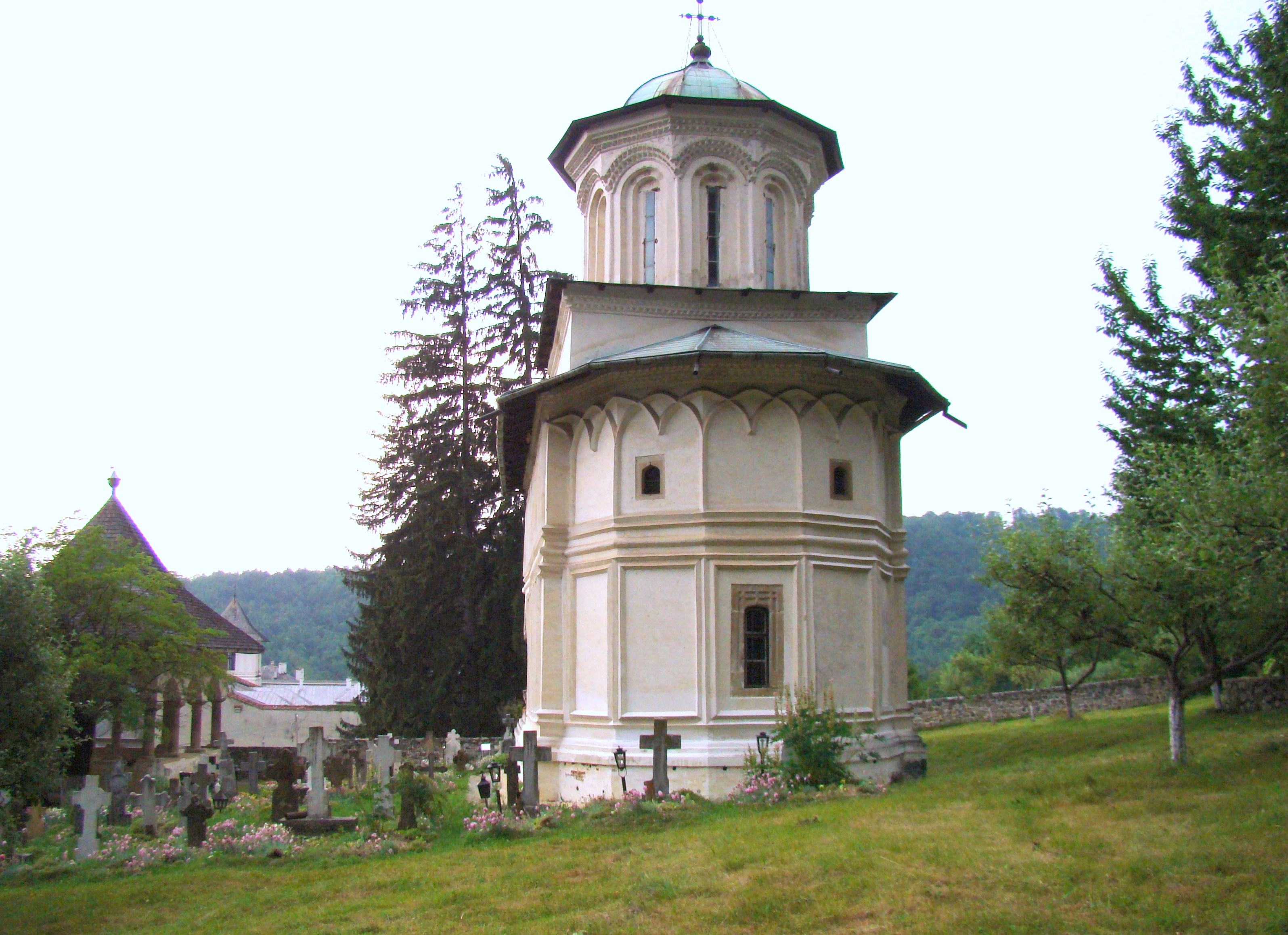
Biserica Bolniței Mănăstirii Hurezi
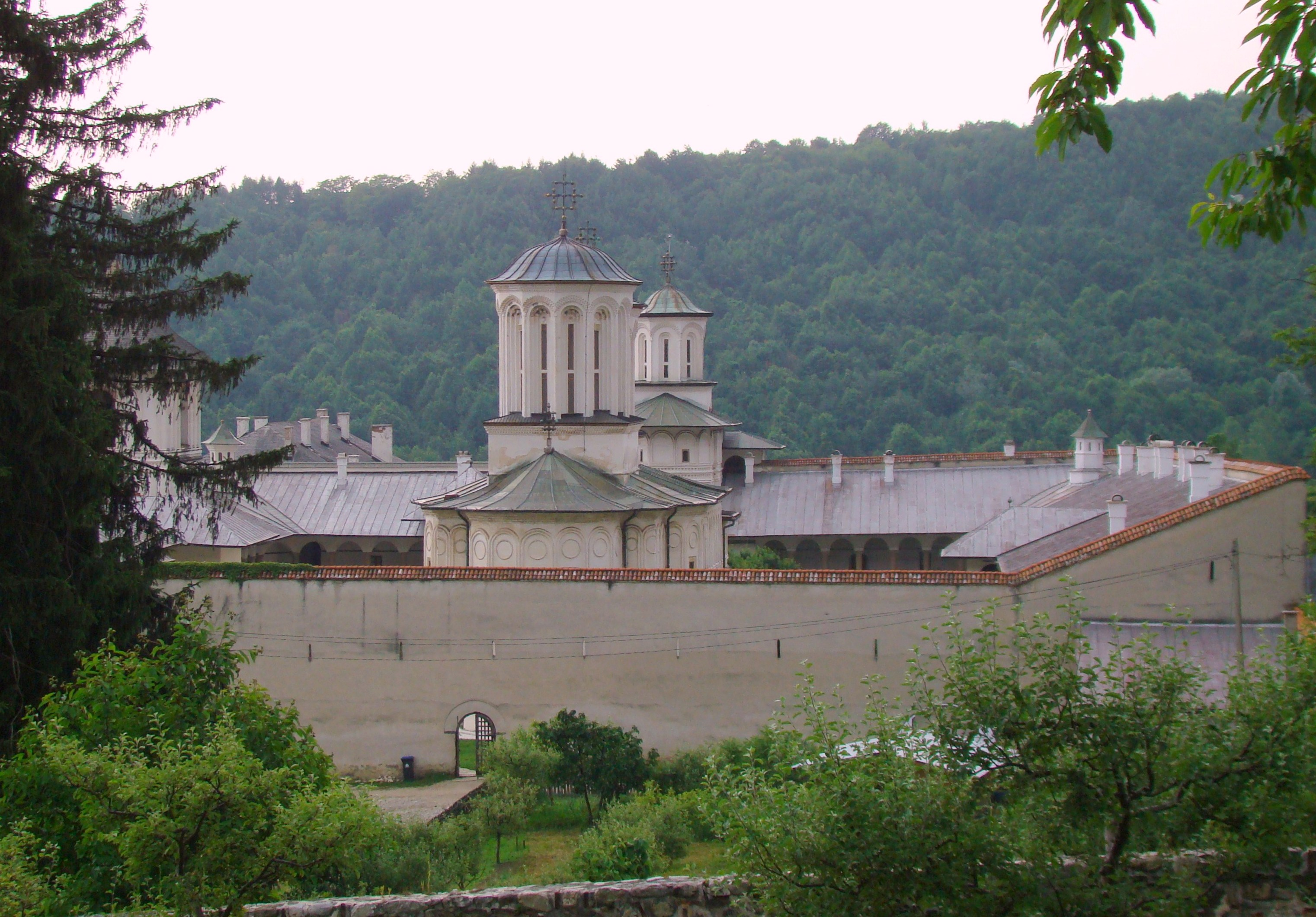
Biserica mare

## Note

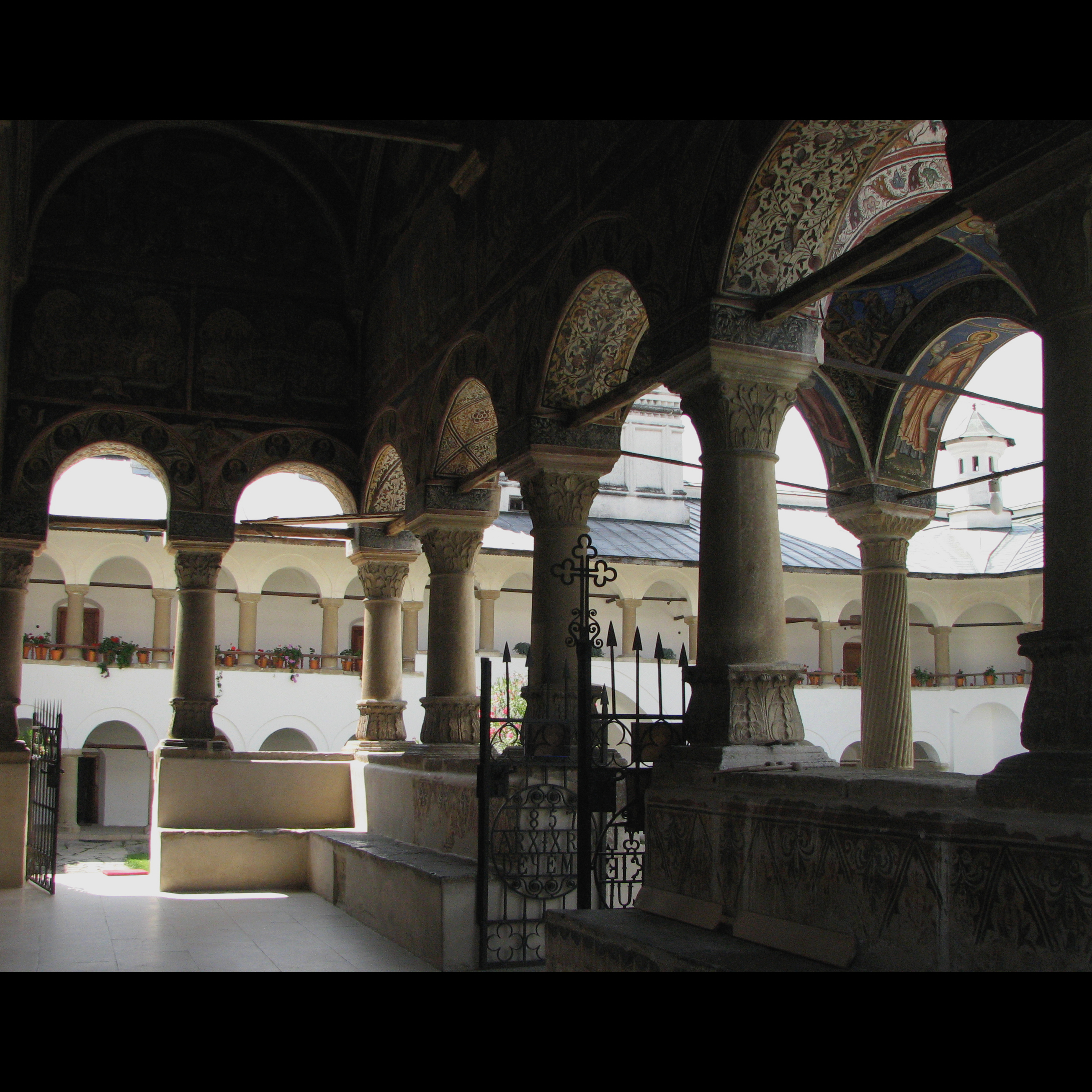
Mânăstirea Hurezi (30)